# Real Zaragoza
El Real Zaragoza, S. A. D. es un club de fútbol español de la ciudad de Zaragoza, en Aragón. Fue fundado en 1932, tras el acuerdo de formar un único club que cogiera el testigo del Iberia Sport Club y el Zaragoza Club Deportivo, los dos equipos más importantes de la ciudad hasta ese momento. Nació bajo el nombre de Zaragoza Foot-ball Club y con los colores de la Federación Aragonesa de Fútbol, azul y blanco, en su indumentaria principal, como señales de identidad. El origen de dicha idea, de club único y referente en la ciudad, se remonta a 1903, con la creación del Zaragoza Foot-Ball Club, primer club de fútbol fundado en Zaragoza y Aragón. Desde 1992 su entidad jurídica es la de sociedad anónima deportiva.
Es el octavo equipo en la clasificación histórica de la Primera División de España. Ha competido 58 temporadas en la máxima categoría del fútbol en España. También ocupa el séptimo puesto entre los clubes españoles en el palmarés de títulos oficiales, con seis campeonatos de Copa, una Supercopa de España, una Copa de Ferias y una Recopa de Europa. Por estos últimos títulos es uno de los siete únicos clubes españoles campeones de competiciones europeas.
Hasta la temporada 2024-25, disputaba sus encuentros como local en el estadio de La Romareda, con capacidad para 33 608 espectadores. Dicho estadio está siendo demolido para la construcción de la Nueva Romareda y el equipo jugará en un estadio modular (Ibercaja Estadio) con capacidad para 20 103 espectadores situado en el Parking Norte de la Expo hasta la conclusión de las obras del nuevo estadio, prevista para el 31 de agosto de 2027.
El 10 de septiembre de 2009, la Federación Internacional de Historia y Estadística de Fútbol (IFFHS) publicó la clasificación de los mejores clubes europeos del siglo XX, en la que el Real Zaragoza ocupa la posición número 35 debido a los campeonatos europeos conseguidos en el siglo XX, la Copa de Ferias de 1964 y la Recopa de Europa en 1995.
En junio de 2014, según una encuesta realizada por el Centro de Investigaciones Sociológicas (CIS), era el octavo equipo que más simpatía despertaba en España (1,3 %). En ese mismo año, no se encontraba entre los 200 clubes más importantes del momento según la clasificación mundial de clubes de la IFFHS, publicada en julio.
El equipo aragonés fue vendido en abril del 2022 al también presidente del Inter Miami Jorge Mas Santos.

## Historia

### Antecedentes y origen
Los orígenes del fútbol en la capital aragonesa datan de noviembre de 1903, cuando un grupo de estudiantes y universitarios establecieron en el local de la academia del pintor Emilio Fortún el denominado Foot-ball Club [sic.], el cual, al igual que la mayoría de sociedades futbolísticas de la época, contaba con destacados componentes británicos. Presidido por José Pedro Navarro Marín disputaban sus encuentros en unos terrenos en el Campo del Sepulcro hasta su rápida disolución en 1904 debido a la falta de adeptos. A las puertas de una nueva década, la práctica del foot-ball quedó relegada a la actividad colegial con esporádicos partidos en el Campo de Los Huertos, hasta que en enero de 1910 un primer Zaragoza Foot-ball Club —de camisa blanca y pantalón negro, y con variopinto alumnado universitario— intentó relanzar su desarrollo, para terminar por desaparecer antes de concluir el año y tras apenas un puñado de encuentros ante los principales representantes de Huesca y Pamplona.

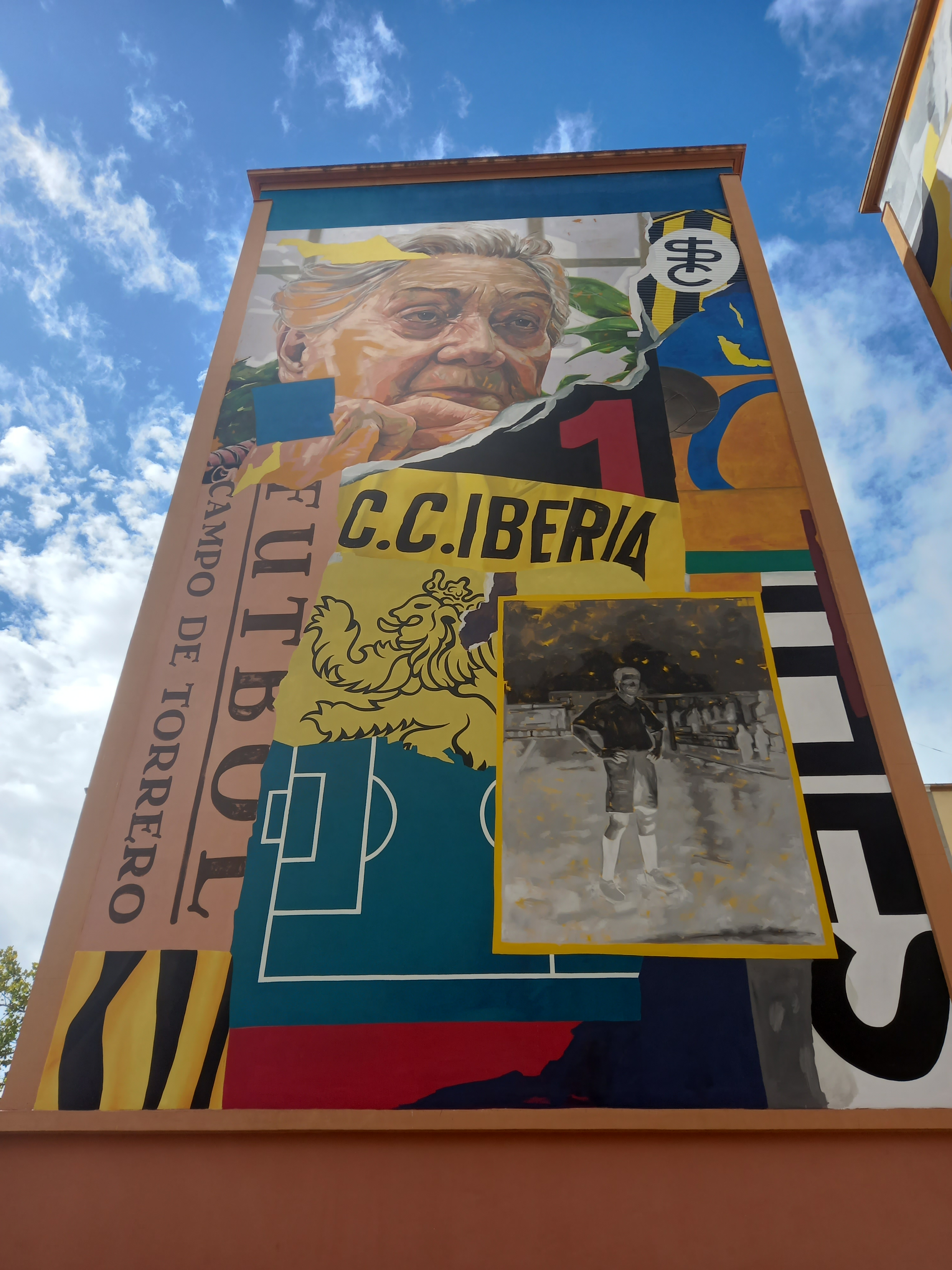
Mural de los portugueses Projeto Ruido en el zaragozano barrio de Torrero realizado durante el Festival Asalto en 2024, en homenaje al Iberia y el Estadio de Torrero.

Fue el fútbol universitario el que permitió avanzar muy lentamente a un deporte que en otros puntos del país ya gozaba de gran prestigio, que incluso disputaba un Campeonato de España en el que enfrentaban los campeones de los correspondientes Campeonatos Regionales, con sus clubes regularizados y establecidos a instancias de las gobernaciones civiles, dependientes de sus propias federaciones, y hasta de un estamento mundial, la FIFA. Zaragoza, y Aragón, iban a la zaga. Nuevos clubes iban surgiendo y desapareciendo casi al instante pero ninguno encontraba estabilidad y, en esas, estalló la Primera Guerra Mundial. España, como territorio neutral poco abierto al continente, era puerto para muchos militares, en especial alemanes de retorno de las campañas africanas, lo que dio un gran impulso a la implantación del fútbol en la ciudad y la región. Fueron las fechas del nacimiento de la primera gran sociedad zaragozana, el Iberia Sport Club (1917). «Los avispas» —por su gualdinegro uniforme— disputaban sus encuentros en el Campo de Torrero, correspondientes estos a un oficioso intento de campeonato regional entre los no muchos equipos existentes. Como claro dominador fue el que impulsó esfuerzos para establecer una federación y aspirar así a mayores menesteres. La Sociedad Atlética Stadium fue el siguiente nombre propio en Zaragoza (1919), y establecido ya el primer Campeonato Regional de Aragón, la primera gran rivalidad. Ambos alternan el título de mejor club de la región si bien son «los atléticos» quienes debutan en el certamen nacional en 1924. La derrota a las primeras de cambio, contundente y sin paliativos frente al Football Club Barcelona, da cuenta del abismo existente entre Zaragoza y el resto del país.

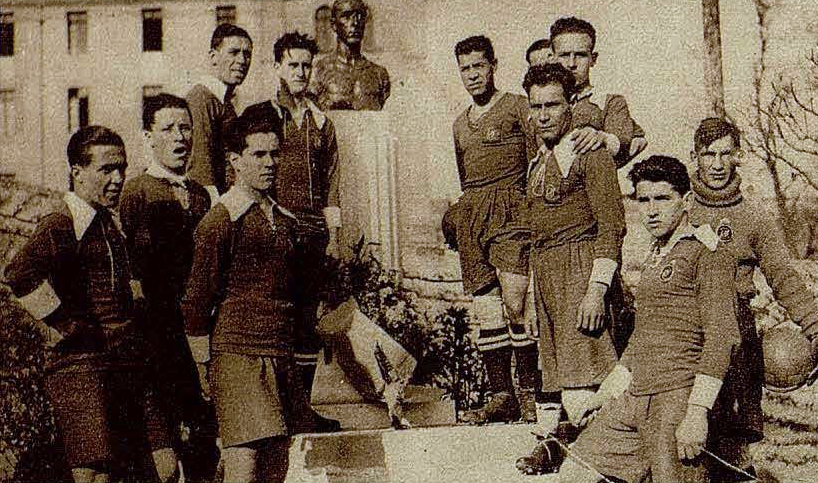
Instantánea del Zaragoza Club Deportivo, antecesor Real Zaragoza. Ofrenda floral al busto del malogrado Pichichi (1927).

Pero el fútbol perdura en la región, y avanza, y contaba ya con un tercer club de importancia, el Zaragoza Foot-ball Club. Conscientes de esa gran diferencia y tras una nueva debacle a nivel estatal, zaragocistas y atléticos deciden fusionarse y conformar así el Real Zaragoza Club Deportivo. Conocidos como «los tomates» por su camisa colorada, traen renovados aires al fútbol zaragozano. Sus disputas con el Iberia comienzan a encarnarse y ambos contienden en la Copa de 1927 —al abrirse la participación también a los subcampeones regionales—. Aún lejos de cualquier atisbo de éxito, los dos caen eliminados en su grupo tras perder todos sus partidos. Paralelamente, otros clubes van uniéndose también para dar fuerza al fútbol en la región y resulta así el Club Patria-Aragón, el siguiente club de enjundia, de blanco uniforme .
A las puertas de la profesionalización, las diferencias con el resto de clubes nacionales no menguan y tienen visos de acrecentarse aún más con el establecimiento del Campeonato Nacional de Liga, dividido en tres categorías, donde la terna aragonesa a duras penas sobrevive. Sin glorias ni loas, con la excepción de su concurso regional, se llega a la década de los años 1930. El fútbol disputa al toreo el fervor patrio mientras que a nivel internacional el fútbol olímpico prepara su primer Mundial de selecciones. Con los clubes arrastrando deudas, el Patria-Aragón fue el primero en desaparecer, poniendo en sobreaviso al resto de clubes de la única vía que quedaba: o juntos, o muertos. Así, antes de la desaparición del Real Zaragoza (el cual perdió su alusión monárquica con el establecimiento de la república) y del Iberia Sport Club —que también languidecía—, decidieron disolverse para crear juntos una nueva entidad que representase a toda Zaragoza y con una denominación y unos nuevos colores acordes a la villa. Resultó así en el Zaragoza Foot-ball Club, en honor de aquel primer equipo de la ciudad.
Con todo arreglado y pactado, no solo por los mandatarios implicados, sino también a nivel federativo, esta nueva entidad toma la plaza de los ibéricos en categoría nacional para continuar con la actividad heredada de los históricos clubes. Una argucia para conservar la categoría a ojos de la Federación Española, ya que a efectos legales es como si hubiera sido un cambio en la denominación. Sus nuevos colores: el azul y el blanco, «el color del campeón»; el nuevo escudo, uno representativo de la ciudad con ribetes gualdinegros en honor a los ibéricos.

### Los primeros pasos y el estreno en Primera. «Los alifantes»
Presidido por José María Gayarre y dirigidos por el portugués Filipe dos Santos, los zaragocistas ven por fin la cercanía de los primeros éxitos. En su estreno en Tercera División cerca está de lograr el ascenso, el cual le arrebata primero el Centre de Sports Sabadell Foot-ball Club, y el Club Valladolid Deportivo un curso después. Sin embargo, una reestructuración en el sistema de ligas da con la momentánea desaparición de la Tercera División, lo que permite a varios equipos más ascender, entre ellos, el Zaragoza. La ampliación de la Primera División a doce contendientes provocó un efecto dominó que desembocó en una Segunda División de 24 equipos (10 la temporada anterior). Divididos en tres subgrupos, cerca estuvo de poder disputar la fase de ascenso a la máxima categoría, pero nuevamente el conjunto sabadellense se interpuso. Sí obtuvieron algo, el ser conocidos como «los alifantes» debido a su poderío físico.
Son momentos en los que no solo el fútbol vive convulsos momentos, sino toda la sociedad, a las puertas del estallido de la Guerra Civil. Paradójicamente y como ya sucediera antaño, los conflictos bélicos portaron buenos augurios al fútbol aragonés. En esta ocasión, el esperado ascenso a la máxima categoría nacional, la Primera División. Bajo la dirección de Pepe Planas y el internacional Manuel Olivares (entrenador-jugador) el fútbol aragonés escribía su nombre en letras mayúsculas. Aún no doradas, pues seguía huérfano de títulos en el Campeonato de España. Con el comienzo de la guerra se paralizaron las competiciones deportivas y no fue hasta 1939 cuando se reanudaron oficialmente. Aquellos «alifantes» que obraron la gesta fueron Lerín (portero), Gómez, Alonso, Pelayo, Municha, Ortúzar, Ruiz, Ameztoy, Olivares, Arnanz, Primo, Bilbao (delantero reserva), Uriarte (defensa reserva), e Inchausti (portero suplente).
Su primer partido tuvo lugar el 3 de diciembre, frente al otro recién ascendido, el Club Celta, y finalizó con victoria por 3-2. Los goleadores fueron el ovetense Antón Sánchez —autor del primero—, y los vizcaínos Víctor Bilbao y Doro Elorriaga. Fue un atípico campeonato tras la contienda, donde resultó campeón el Athletic de Madrid o Athletic-Aviación, el cual pasó en ese impasse de la guerra de estar descendido de facto a lo alto del fútbol español gracias a su fusión con la entidad independiente Club Aviación Nacional de Zaragoza —así las cosas—, un grupo militar que gozaba de la simpatía y favor gubernamental, además del sustento económico, que le permitió reforzarse con algunos de los mejores futbolistas de la época y reescribir su historia, cerca de la desaparición. Otra de las sorpresas la dejó el Football Club Barcelona, salvado en la última jornada de disputar la promoción de descenso, y el propio club zaragocista, séptimo clasificado y merecedor por tanto de conservar la categoría. Desgraciadamente, esta se perdió al año siguiente tras caer en la promoción ante el Club Deportivo Castellón.

### La modernización del club. De Torrero a La Romareda

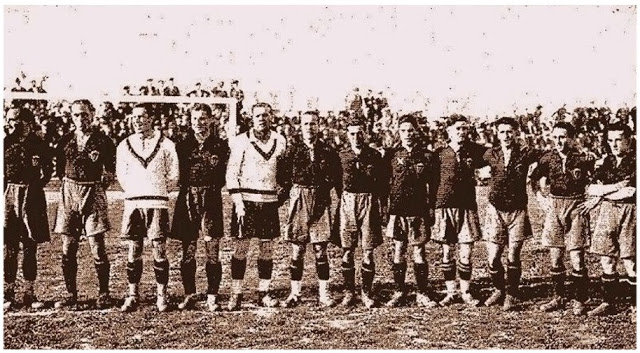
Antiguo campo de Torrero, inaugurado en 1923. (foto de la).

En las dos siguientes décadas, los 40 (llamada "La época negra") y los 50 (caracterizada por la alineación apodada como "Los millonarios"), el Real Zaragoza vaga sin pena ni gloria por el Campeonato y alterna ascensos y descensos de categoría.
En febrero de 1941 se castellaniza el nombre del club por imperativo legal y el "Zaragoza Foot-ball Club" pasa a llamarse "Zaragoza Club de Fútbol", denominación que duraría una década.
El día 30 de marzo de 1951, en Asamblea General Extraordinaria, se aprobaron varias modificaciones de los Estatutos, entre las que destacó el cambio de denominación del Club, que pasó de ser "Zaragoza Club de Fútbol" a "Real Zaragoza Club Deportivo". Por ello, igualmente, se modificó el escudo del club, que lleva desde entonces la corona real. Este derecho al nombre de Real había sido adquirido anteriormente por el Stadium. En el mes de abril de 1922, gracias a que el BOE publica el consentimiento de la Casa Real, el Stadium pasa a llamarse Real Sociedad Atlética Stadium. Este derecho al nombre de Real fue fundamental para que, tras varias fusiones, el equipo de Zaragoza tuviese ese tratamiento.
En septiembre de 1957 se inauguró un nuevo estadio donde jugara el equipo de la ciudad, tras vender el anterior campo de Torrero, lo que saneó además la deuda que el club tenía por entonces. El nuevo estadio sería de propiedad municipal, como aún hoy en día es, y daría cabida a la creciente afición del equipo.
Con la inyección económica que supuso la venta del antiguo campo de Torrero, el Real Zaragoza saldó sus deudas, construyó La Romareda y comenzó con una acertada política de fichajes, que creó otro de los equipos míticos de la historia del club, "Los Magníficos".
En la década de los 1960, el club vive sus mejores años. En la temporada 1961-1962 el delantero peruano Juan Seminario obtiene el Trofeo Pichichi como máximo goleador de la Liga española de fútbol, con 25 goles. Es el único zaragocista que ha logrado este galardón.

### De «los Magníficos» años 1960 a «los Zaraguayos» años 1970
Un año después aparece el mítico equipo de "Los Magníficos", delantera formada por Canario, Santos, Marcelino, Villa y Lapetra, que llevaron el equipo a cuatro finales de Copa del Generalísimo, (en 1963, 1964, 1965 y 1966), de las que ganaron dos (1964 tras vencer al Atlético de Madrid 1-2 con goles de Lapetra y Villa; y 1966 frente al Athletic Club con goles nuevamente de Villa y Lapetra), a dos finales de la Copa de Ferias (1964 y 1966), de las que ganaron la primera frente al Valencia CF con goles de Villa y Marcelino, y a una semifinal de la Recopa de Europa (1965, en la que fueron derrotados por el West Ham United).

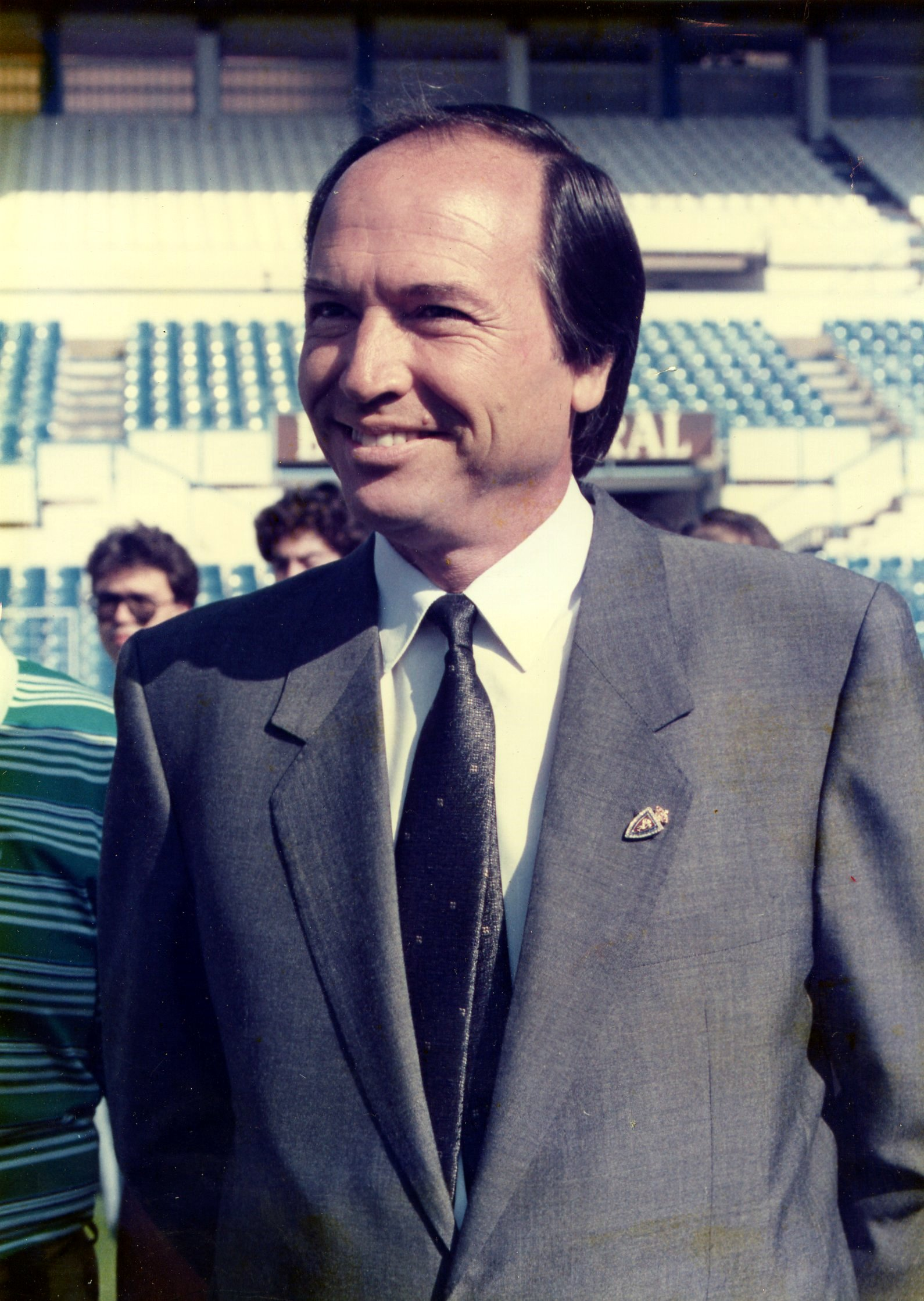
José Ángel Zalba, hombre que presidió durante más años al Real Zaragoza.

En la década de los 1970 y de la mano de José Ángel Zalba, aparece otro equipo que marcó una época en el Club: "Los Zaraguayos", denominados así en honor a los jugadores uruguayos y paraguayos que formaban en sus filas; "Cacho" Blanco, Soto, "Lobo" Diarte, Ocampos y "Nino" Arrúa, este último considerado por aquel entonces uno de los mejores jugadores de América, que se erigió en el líder del equipo. Aunque su juego los hizo famosos, de la mano del entrenador Luis Cid "Carriega", no consiguieron ningún título; un subcampeonato de copa en el 76 fue su mejor momento.
Fue en esta época en la que se obtuvieron los mejores resultados en la Primera división española, terceros en la temporada 1973-74 y subcampeones en la 1974-75 (todavía se recuerda el 6-1 que le endosó al entonces vigente campeón liguero, el Real Madrid, en dicha temporada). Esta racha terminó con el descenso del equipo en 1976-77, aunque regresó a primera la temporada siguiente.

### La década de los 1980
En el año 1982 se construyen las cubiertas de general sentado para que La Romareda pueda albergar 3 partidos de la primera fase del Mundial de fútbol de España 82. Los equipos que juegan en Zaragoza son Yugoslavia, Honduras e Irlanda del Norte.

#### Una Copa inesperada (1986)
En la década de los 80 la trayectoria deportiva fue bastante regular. Los acontecimientos más destacables fueron el triunfo en la Copa del Rey de 1986. El 26 de abril de 1986 el Real Zaragoza conseguía su tercera Copa de España, primera con la denominación de Copa de S. M. el Rey. Después de eliminar al Real Madrid en las semifinales, el Real Zaragoza se enfrentaba en la final al F. C. Barcelona en el Estadio Vicente Calderón y una falta de Rubén Sosa pegaba en la barrera, desviando la trayectoria del balón y haciendo inútil la estirada de Urruticoechea. El Barcelona trató de anular esa ventaja, pero los de Luis Costa se proclamaron Campeones de Copa.

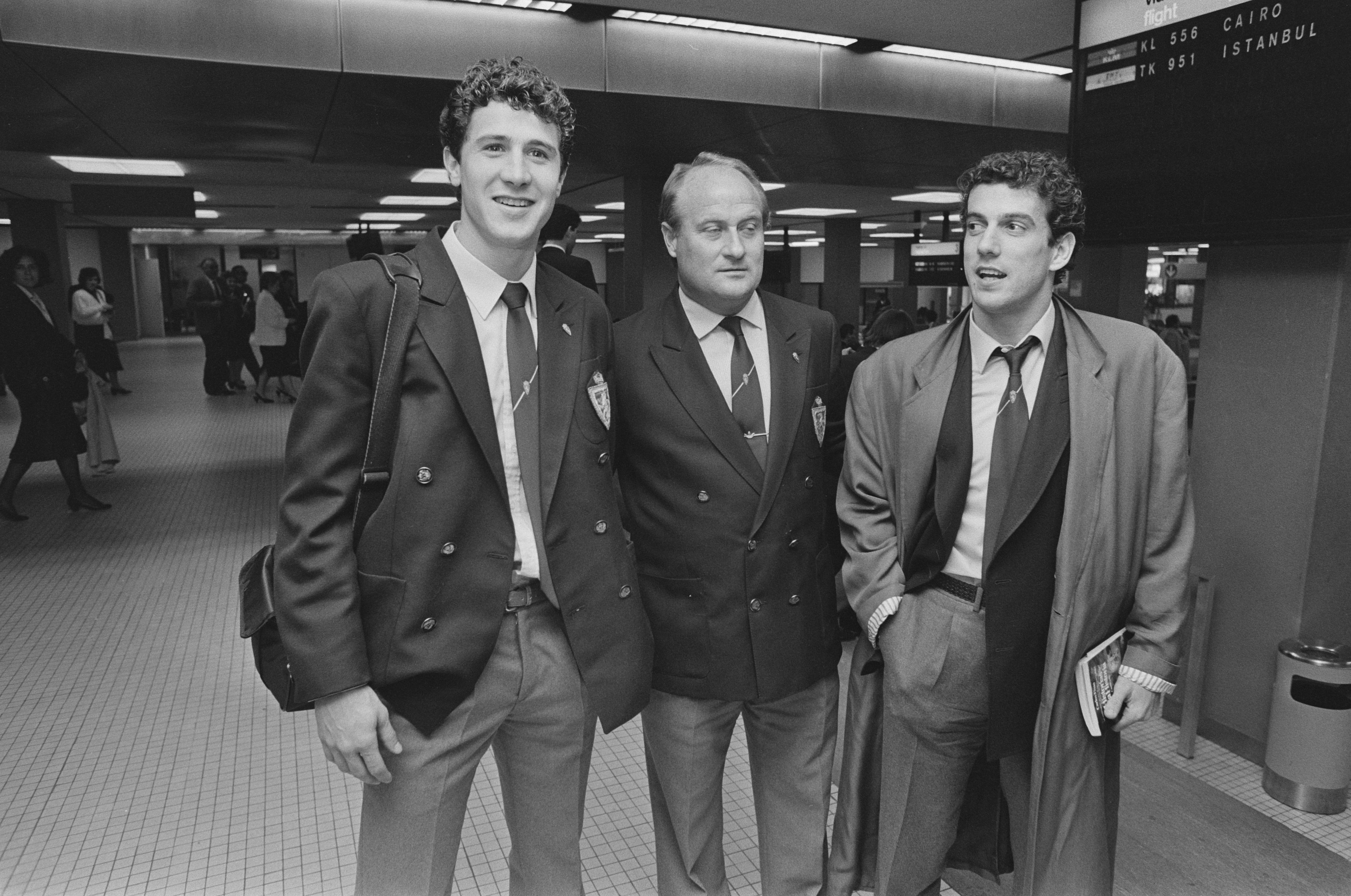
Roberto, Luis Costa y Juan Señor en la vuelta de la Recopa del 87 contra el Ajax de Cruyff.

#### Recopa de Europa
Se produjo la llegada a semifinales de la Recopa de Europa en 1987, donde fueron derrotados por el Ajax de Ámsterdam. El entonces presidente Ángel Aznar, en solo dos años modificó las estructuras del club, dando un gran impulso al club, económica y deportivamente.
En 1988 dejó la presidencia del club Miguel Beltrán y se hizo de nuevo con la presidencia del Real Zaragoza José Ángel Zalba. Esa temporada se consigue la clasificación para la copa de la UEFA.

#### Deportivo Aragón
El Deportivo Aragón realizó una sensacional temporada: se clasificó en mitad de tabla en la Segunda División B, realizó buenas actuaciones en la Copa del Rey y consiguió proclamarse campeón de España de Aficionados.

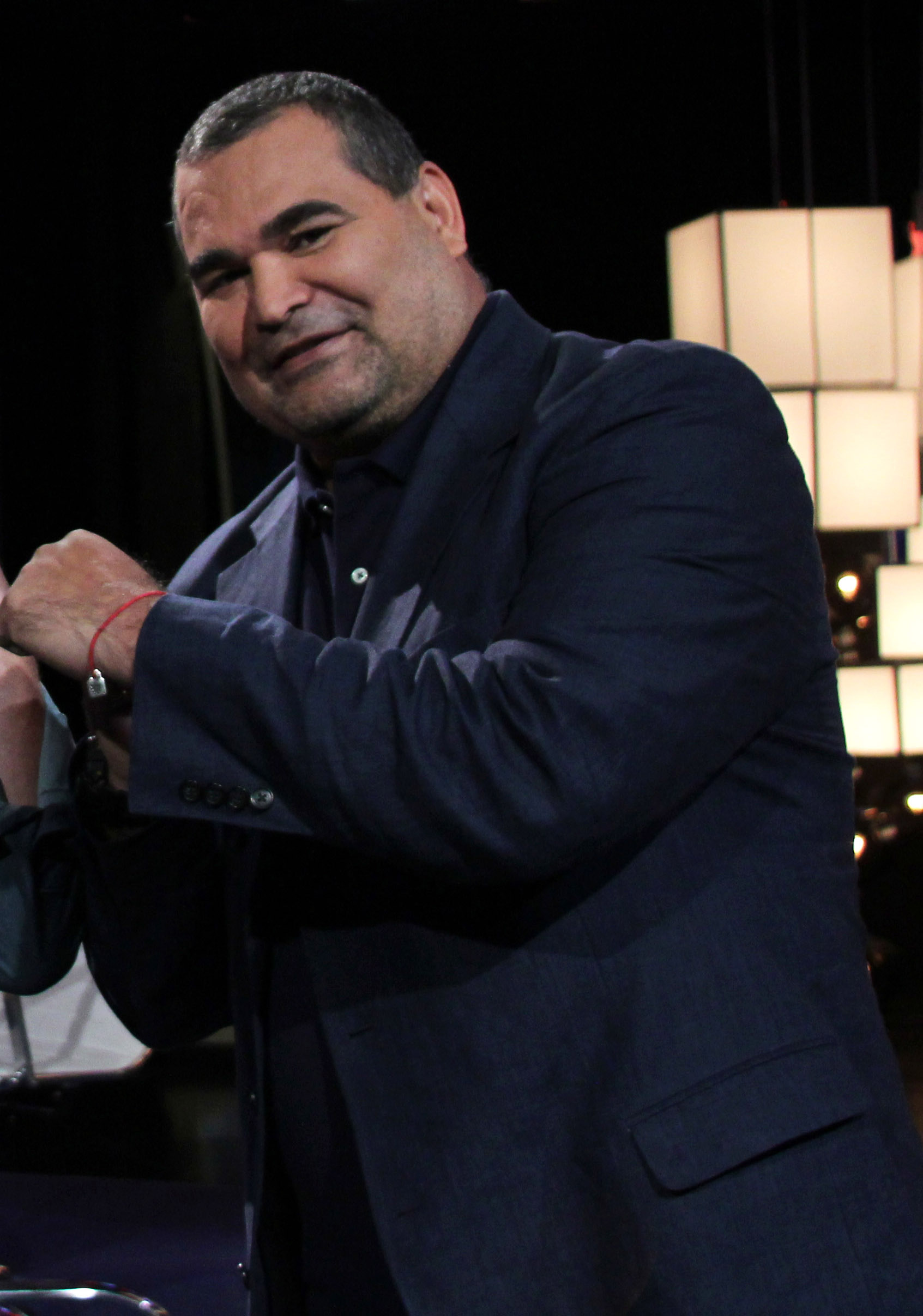
El guardameta paraguayo José Luis Chilavert jugó en el club entre 1988 y 1991.

#### 1990-91: La promoción contra el Murcia y el inicio de los cimientos hacia París
Los noventa empezaron con un Zaragoza al borde del descenso, en el que el joven técnico del filial Víctor Fernández sustituye al uruguayo Ildo Maneiro a mitad de competición en una arriesgada apuesta del presidente (Víctor nunca había entrenado un equipo de fútbol en división profesional ni fue futbolista profesional, además de ser más joven que algunos miembros de la plantilla). La temporada se complica y el club maño acaba en posiciones de promoción de descenso, que jugaría contra el Real Murcia, al que deja en Segunda, al sentenciar en el partido de vuelta en La Romareda.

#### 1992-93: El Real Zaragoza se convierte en SAD y presidencia de la familia Sólans (1992-2006)
En septiembre de 1992, el Real Zaragoza se convierte en Sociedad anónima deportiva (S.A.D.) y el entonces presidente de Pikolin, Alfonso Solans fue elegido presidente y ello llevó a una época de estabilidad presidencial.
El equipo logró clasificarse para la final de la Copa del Rey 1992-93, disputada el 26 de junio de 1993; jugó la final contra el Real Madrid, en el estadio del Valencia Club de Fútbol, estadio entonces denominado Estadio Luis Casanova. La victoria fue para el equipo madrileño, que ganó por 2-0.

#### 1993-94: Un inolvidable 1994
El 20 de abril de 1994, el Zaragoza vuelve a disputar la final de la Copa del Rey, con el Celta como rival y como escenario el Vicente Calderón. El partido acabó sin goles y se tuvo que decidir el título en la tanda de penaltis con victoria para los blanquillos por 5-4. Se trataba del cuarto título copero del club.
En esa temporada liguera (1993-94) el equipo acabó en tercera posición. El Real Zaragoza realizó grandes encuentros y resultados memorables, como el 6-3 al FC Barcelona (el equipo catalán no recibía seis goles en contra desde hacía 32 años), el 4-1 al Real Madrid y el 0-4 al Atlético de Madrid.
1994 se convirtió en año inolvidable en la historia del club, que lo terminó con 14 meses sin conocer una derrota en su feudo y colíder de la Liga.

#### 1994-95: La Recopa de París

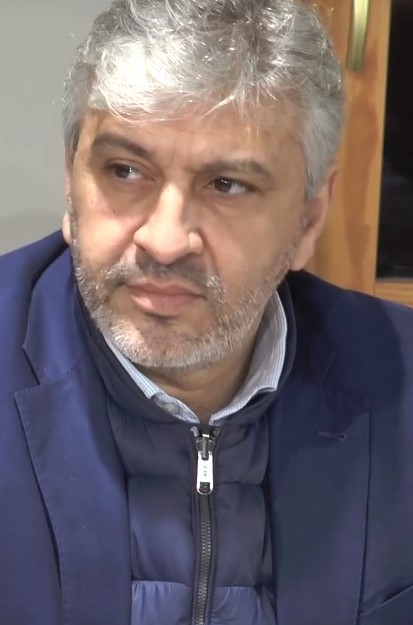
Nayim en 2020. Jugador del club entre 1993 y 1997.

Al año siguiente, se logró la mayor gesta del Real Zaragoza en toda su historia: la Recopa de Europa. Era el segundo trofeo europeo en su historia y el de mayor prestigio. El 10 de mayo de 1995, en el estadio Parque de los Príncipes de París, se disputó la final que le enfrentó al Arsenal inglés (el vigente campeón). El once inicial del conjunto maño fue: Cedrún, Belsué, Cáceres, Aguado, Solana, Nayim, Poyet, Aragón, Pardeza, Higuera y Esnáider; y que desde entonces se les apodó "Los Héroes de París". 
El conjunto zaragocista fue apoyado por cerca de 20 000 aficionados aragoneses. Cuando corría el último minuto de la segunda parte de la prórroga o el último del partido antes de ir a la tanda de penaltis, es decir el minuto 119, Nayim desde casi 50 metros disparó un tiro parabólico ante el que el adelantado portero inglés, David Seaman, nada pudo hacer para detenerlo.
Miguel Pardeza, por su condición de capitán fue el encargado de levantar el título, el segundo europeo que ganaba el club aragonés, pero el más importante en su historia. Nada más concluir la final, miles de zaragozanos se concentraron en la Plaza de España para festejar el triunfo. Muchos aficionados prolongaron la fiesta hasta la tarde del día siguiente. La expedición del Real Zaragoza se encontró al llegar al aeropuerto con una multitud que le siguió incansable a lo largo del recorrido por las calles: desde La Romareda hasta el balcón del Ayuntamiento de la ciudad, la muchedumbre vitoreó y cantó junto a los jugadores. En la plaza del Pilar hubo más de 150 000 personas.

#### 1996-97: El final de una época irrepetible
En dos días del mes de noviembre de 1996 sucedieron dos hechos que marcaron el final del ciclo de la victoria de la Recopa. El día 7 fue destituido Víctor Fernández y el día 29 falleció Alfonso Solans Serrano, hasta la fecha el único presidente que murió en el cargo. Víctor Espárrago fue destituido en enero, ya que esas fechas el Zaragoza se encontraba hundido en los puestos de descenso, y su cargo lo volvió a ocupar Luis Costa. Una victoria por 1-2 en Logroño fue el inicio de la recuperación.

#### Temporadas 1997-98 y 1998-99:En tierra de nadie
En el mercado de verano fueron vendidos Fernando Morientes y Dani al Real Madrid y Gustavo Poyet abandonó. Sólo Luis Costa se sentó en el banquillo de la Romareda. Fue la primera temporada sin Gustavo Poyet, que abandonó el club tras 7 años y con el honor de ser el jugador extranjero con más partidos oficiales de la historia. También otros ilustres de la quinta de París como Pardeza, Higuera y Nayim dejaron el equipo. En la copa del rey el equipo dio su mejor versión, pues llegó a semifinales, donde cayó derrotado por el F. C. Barcelona.

#### 1999-00: La clasificación negada para la Champions
En la última temporada de la década (1999-2000), el Real Zaragoza de Chechu Rojo llegó con opciones de ganar la Liga en la última jornada, acabando finalmente cuarto, en posición de Champions League. La UEFA exigió que una de las plazas fuera otorgada al Real Madrid por ser el vigente campeón de Europa (1999-2000) y que había finalizado quinto. La federación española cedió a esas exigencias y relegó al Zaragoza a disputar la Copa de la UEFA. Cinco años después, la misma situación se repitió en Inglaterra, pero en ese caso, la federación inglesa se mantuvo firme y consiguió que la UEFA incluyera cinco equipos ingleses en la Liga de Campeones.
En esa misma temporada el Real Madrid había sido derrotado por el equipo avispa en el campeonato doméstico por un histórico 1-5 en el Bernabéu.

### La década de los 2000

#### 2000-01: El año del Wisla, Esnaider y la quinta Copa
En la primera temporada del siglo XXI, la 2000-2001, el equipo aragonés se salvó del descenso en la última jornada tras empatar a uno contra el Celta de Vigo. Curiosamente fue el mismo rival con el que se tuvo que enfrentar el 30 de junio de 2001 en la final de la Copa del Rey que tuvo como escenario el estadio de La Cartuja de Sevilla. En dicha final, el favorito era el equipo gallego que entrenaba Víctor Fernández y que se adelantó en el marcador en el minuto 5 por mediación de Mostovói, pero Aguado y Jamelli de penalti le dieron la vuelta al marcador en la primera parte. Ya en la segunda, con el Celta volcado en ataque y con alguna buena ocasión desperdiciada para empatar, Yordi en los últimos instantes del choque marcó el definitivo 3-1. Se trataba de la quinta Copa de España que ganaba el conjunto aragonés y la segunda que sumaba a su palmarés el entrenador Luis Costa.

### La década de los 2000

#### 2001-02: Aldescenso, 24 años después
Ilusionados por la Quinta Copa, el Real Zaragoza realizó ese verano la mayor inversión de fichajes de su historia, más de 25 millones de euros únicamente en tres fichajes: el más caro de su historia, Goran Drulić (que se lesionaría de gravedad en la pretemporada), Mate Bilić y Luciano Galletti. El banquillo lo volvería a ocupar una temporada después, Txetxu Rojo, pero en el mes de enero fue destituido —el equipo aragonés había sido eliminado por el Logroñes de 2.ªB en la Copa y por el Servette suizo en la Copa de la UEFA— y volvió Luis Costa, acompañado con la cesión de Milošević en el mercado invernal. Tras la jornada 31, el Zaragoza sufrió una derrota por 3-1 en el Bernabéu que le colocaba en el 19 puesto de la clasificación. Costa dimitió y le sustituyó Marcos Alonso.
En la antepenúltima jornada, tras perder con el Celta por 0-1, el descenso era ya inminente. Miles de aficionados que ya durante el transcurso del encuentro quisieron invadir el terreno de juego, esperaron a las puertas del estadio a los jugadores, que permanecieron en él durante 3 horas y tuvieron que salir en autobús escoltados por la policía. Únicamente César Lainez salió por su propio pie y fue despedido con una calurosa ovación.
En la penúltima jornada, se consumó matemáticamente el descenso en El Madrigal, donde fue derrotado por 2-1. Al terminar el partido, el Toro Acuña y otros jugadores golpearon a unos aficionados que invadieron el campo. Las imágenes de la agresión dieron la vuelta al mundo. El único aspecto positivo de la última jornada, en el encuentro ante el F. C. Barcelona al que se empató, fue el debut de Cani que en su primera acción del encuentro le hizo un caño al lateral neerlandés Reiziger.
El Real Zaragoza terminó la Liga en última posición y con ello puso fin a 24 años de ininterrumpida estancia en Primera División. En las últimas 12 jornadas sumó únicamente 5 puntos.

#### 2002-03: ¡A la Primera!
A la temporada siguiente Paco Flores devolvería al equipo a la Primera División.

#### 2003-04: La sexta Copa ganada a lagalaxia blanca

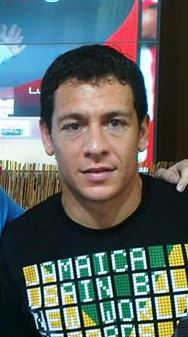
Luciano Galletti anotó el gol que le dio la Copa del Rey 03-04 al Zaragoza.

Para la nueva temporada en Primera, Flores seguiría al frente del banquillo. En el mercado estival se realizaron fichajes muy acertados, tres de los cuales se convertirían en mitos del zaragocismo: David Villa, Gabriel Milito (el cual había sido rechazado por el Real Madrid después de un reconocimiento médico) y Sávio.
El día 17 de marzo de 2004, el Zaragoza logró proclamarse campeón de la Copa del Rey en el estadio Olímpico de Montjuic por sexta vez en su historia tras derrotar al Real Madrid de los Galácticos por 2-3, gracias a un gol de Luciano Galletti en el minuto 112 de la segunda parte de la prórroga. Los otros dos tantos zaragocistas fueron obra de Dani y Villa de penalti. Ese triunfo se bautizó como el "Galacticidio" por su efecto demoledor sobre el último gran Real Madrid.

#### 2004-05: La temporada del noveno y último título
El 24 de agosto de ese mismo año, conquistaba en Valencia y nuevamente contra todo pronóstico y con un resultado adverso (perdió 0-1 en La Romareda) la Supercopa de España tras vencer al equipo che por 1-3. Se trataba de su primera Supercopa y de su noveno título en su palmarés.
Con un nuevo título que viajaba a la ciudad del Ebro y tras convertirse en el primer líder de la Liga tras la disputa de la primera jornada, parecía indicar que el conjunto avispa quería apuntar a objetivos más ambiciosos para la nueva temporada que había comenzado; la 2004-05 pero acabó siendo una temporada de claroscuros. Los aspectos positivos fueron que el canterano Zapater se ganó un puesto en el 11 de gala, la victoria por 5-1 al eterno rival, el Osasuna y haber superado al Fenerbahçe de Anelka en los dieciseisavos de final de la UEFA, los negativos habían sido el pésimo papel que realizó el portero Luis García, la brutal lesión que le provocó Luís Figo a César Jiménez que dos temporadas después le llevaría a abandonar los terrenos de juego, la eliminación en octavos de final de la Copa de la UEFA contra el Austria de Viena y la despedida de un nuevo mito del conjunto maño: César Láinez.

#### 2005-06: Una trayectoria de ensueño que terminó en pesadilla
El mercado estival estuvo marcado por la marcha de David Villa —el Guaje marcó en sus dos temporadas 39 goles— al Valencia por 12 millones de euros y la llegada para sustituirle de Diego Milito —hermano de Gaby—. También llegaron a las orillas del Ebro, Sergio García y Ewerthon.
En la decimotercera jornada liguera, el Zaragoza era derrotado por el Sevilla por 0-2 en La Romareda —siendo el único equipo que en esas fechas había ganado un solo choque— con lo que cada vez se dudaba más de la continuidad de Víctor Muñoz al frente del equipo.
En cuartos de final, su rival fue el Barça de Ronaldinho. En el partido de ida, disputado el 26 de enero en el feudo blanquillo, el Zaragoza derrotó al conjunto catalán por 4-2, rompiéndole la racha de 18 victorias consecutivas. En el de vuelta, el conjunto aragonés perdió por 2-1.
En semifinales, el 8 de febrero de 2006, el Zaragoza vence por 6-1 al Real Madrid, en una noche donde Diego Milito marcó 4 tantos y Ewerthon los otros dos restantes. Tras el encuentro, Íker Casillas apeló al partido de vuelta al «espíritu de Juanito», pero el Zaragoza se clasificó a la final tras perder en el Bernabéu por 4-0 —otro gol más le hubiera eliminado—.
El 12 de abril de 2006, el equipo blanquillo disputó su undécima final de Copa del Rey teniendo como rival al RCD Español en el Santiago Bernabéu. Pero no pudo alzar su séptima copa ya que el conjunto catalán le derrotó por 4-1.

#### 2006-07: Vuelve Víctor, llega Aimar y comienza la época más siniestra de la historia del club
El 26 de mayo de 2006, el entonces presidente Alfonso Soláns vende su paquete accionarial mayoritariamente al empresario soriano Agapito Iglesias, que, a golpe de talonario, quiso que el club fuera uno de los equipos punteros de la Liga. No obstante, la presidencia la ocupó, el entonces Consejero de Economía del Gobierno de Aragón, Eduardo Bandrés —que llegó a tener un sueldo anual de 400.000 Euros—.
El banquillo lo volvió a ocupar, 9 años después, Víctor Fernández. En ese verano, el fichaje estrella fue Pablo Aimar, el cual congregó el día de su presentación en el feudo blanquillo a más de 4000 aficionados, al que acompañaron Juanfran, Diogo y Sergio Fernández. Andrés D'Alessandro y Gerard Piqué llegaron en calidad de cedidos.
Desde la séptima jornada de la Liga 2006-07, el conjunto aragonés nunca bajó de los seis primeros clasificados, logrando por undécima vez en su historia vía Liga clasificarse a Europa (en concreto a la extinta Copa de la UEFA). De esta campaña (la 2006-07) cabe destacar que Diego Milito quedó a dos goles de empatar con el pichichi: el madridista Ruud van Nistelrooy —25 goles—, además el ariete argentino sería protagonista por ser el autor del gol que dio la victoria a los blanquillos por 1-0 ante el Atlético de Madrid, el día que el club cumplía sus 75 años de su fundación (18 de marzo de 2007).

Después de esta temporada, comenzaría la época más oscura de la historia del club con el dúo Bandrés-Agapito —que durante sus ocho temporadas trajo a 129 jugadores, tuvo a 10 entrenadores y descendió al equipo a Segunda en dos ocasiones— que convirtió a una institución seria, querida y respetada, en un equipo con la reputación hundida al verse implicado en el amaño de un partido con el Levante, provocó una fractura social sin precedentes entre el club y la afición, y lo dejó al borde de la desaparición con una deuda cercana a los 107 millones de euros.

#### 2007-08: Un equipoChampionsque bajó a Segunda
A la temporada siguiente, en un año 2007 en el que se cumplió 75 años de la fundación del club aragonés —se organizaron diversos actos para celebrarlo, destacando la exposición conmemorativa que se realizó en el Palacio de Sástago de Zaragoza de octubre a diciembre— y de los 50 años de la inauguración de La Romareda, se tuvo la plantilla más cara de la historia de la institución con jugadores de la talla de Andrés D'Alessandro, Pablo Aimar, Sergio García, Diego Milito y las incorporaciones en ese mercado estival de Oliveira, Gabi, Roberto Ayala y Matuzalém.
La temporada liguera comienza con Víctor Fernández al mando del equipo y con la gran aspiración de clasificarse por primera vez en la historia del club a la Liga de Campeones, pero el equipo desciende a la Segunda División, en una temporada donde llegaron a estar cuatro entrenadores en el banquillo (Fernández, Garitano, Irureta y Manolo Villanova) y con fracasos como la eliminación en la primera fase de la UEFA ante el Aris de Salónica y que solo ganase un solo partido como visitante en Liga.

#### 2008-09: Regreso a la Ligade las Estrellascon los destellos de Ander Herrera

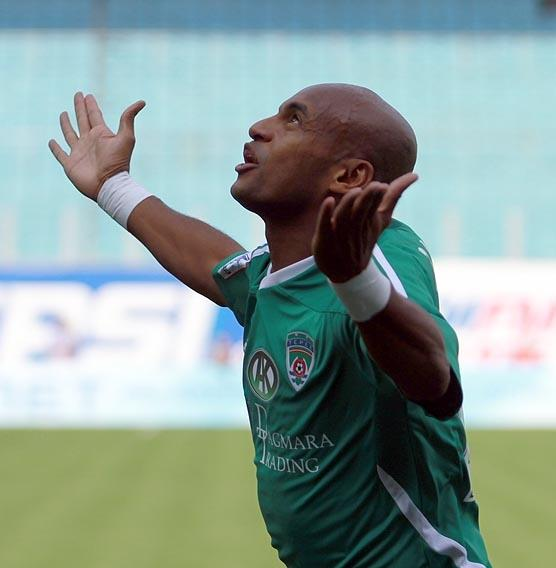
El brasileño Ewerthon anotó 28 goles en la Segunda División 2008-09.

Tres días después, Miguel Pardeza dimitió como director deportivo.

«Me voy con la conciencia tranquila, triste y con las manos limpias»
Miguel Pardeza 20 de mayo de 2008

El Zaragoza permaneció una sola temporada (2008-09) en el infierno de Segunda, ya que logró el ascenso el 13 de junio, en La Romareda tras vencer al Córdoba por 3-1.

### La década de los 2010

#### 2010 (1): El milagro se produjo en el mercado invernal

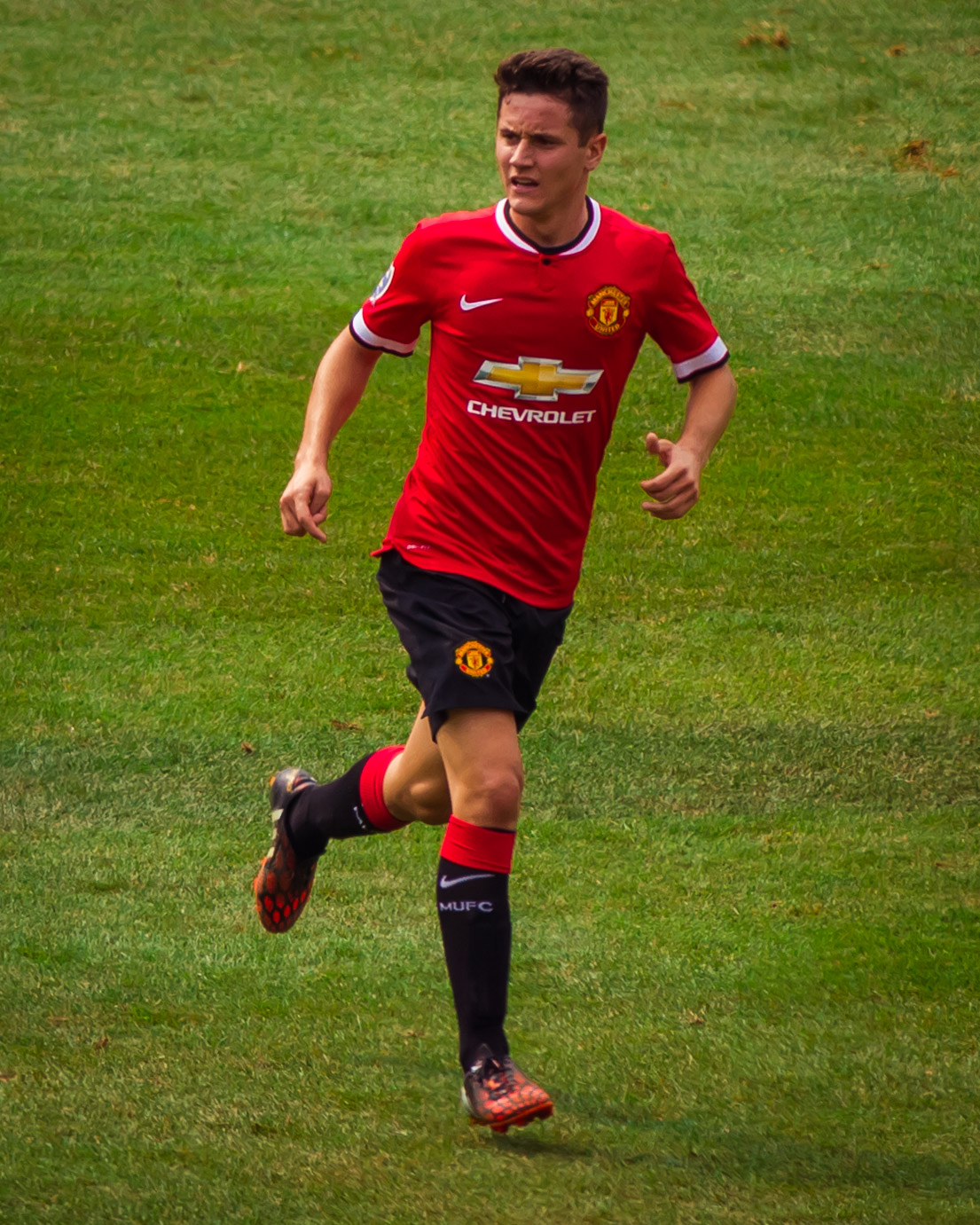
Ander Herrera otra gran perla de la cantera zaragocista en su etapa como jugador del Manchester United.

El 12 de diciembre, tras perder en casa ante el Athletic Club por 1-2 en la jornada número 12 y por ello, por primera vez ocupar puestos de descenso, fue destituido Marcelino García Toral. El técnico asturiano fue sustituido por José Aurelio Gay, en lo que a principio iba a ser de manera provisional, pero que finalmente fue el inquilino del banquillo hasta el final de temporada. No obstante, su debut no pudo ser peor, ya que el equipo cayó derrotado en el Bernabéu por 6-0.
El 28 de ese mismo mes, se dio a conocer que el "héroe de París" Nayim sería el segundo entrenador. Dos días después, el presidente del equipo, E. Bandrés dimitió y tomó las riendas de la presidencia Agapito Iglesias, convirtiéndose en el 28.º presidente de la entidad. El Zaragoza revolucionó el mercado invernal europeo al traer a 7 nuevos jugadores a la plantilla, los cuales fueron: Roberto, Jarošík, Contini, Edmílson, Eliseu, Colunga y Suazo. En la jornada 19, el Zaragoza se encontraba en decimonovena posición con tan solo 14 puntos. Los números no invitaban al optimismo ya que en "el ecuador de la Liga" los zaragocistas tan solo habían ganado 3 partidos, empatado 5 y perdido 11 encuentros. El baremo de goles encajados y anotados tampoco era muy esperanzador, 20 goles a favor por 41 en contra.
En la segunda vuelta se mejoraron los resultados, y los números cosechados también. Se sumaron 26 puntos, consiguiendo la victoria en 7 encuentros, empatando en otros 5 y no se sumó ninguno de los tres puntos en seis choques. No obstante, la permanencia se selló en Jerez, en la penúltima jornada a pesar de caer derrotados por 3-2. Los fichajes de invierno fueron fundamentales para permanecer en la Primera División.

#### 2010-11: La llegada delVascoAguirre
Al inicio de la temporada 2010-11, José Aurelio Gay y Nayim como segundo entrenador continúan al frente, pero debido a los malos resultados -7 puntos en 11 jornadas- el equipo técnico es destituido por la directiva y ocuparía su cargo el entrenador mexicano Javier Aguirre, que junto con Manuel Vidrio de segundo, realiza en una segunda vuelta de mérito, donde se consiguieron 28 puntos, con resultados notables como la goleada por 4-0 al Valencia CF, y la victoria por cuarta vez en la historia zaragocista al Real Madrid en su estadio.
La salvación se dio en la última jornada, en un partido memorable frente al Levante en el Ciudad de Valencia, al cual se produjo el mayor desplazamiento de la historia del fútbol en España para un partido liguero, donde acudieron más de 11 000 zaragocistas. Un doblete del capitán Gabi -que sería además el máximo goleador del equipo en la temporada- le dio la victoria al equipo por 1-2 y su permanencia en Primera, condenando al Deportivo de La Coruña al descenso. Supuestamente los jugadores del Levante recibieron 965.000 euros por dejarse ganar. El 3 de octubre de 2014 la Fiscalía Anticorrupción se querelló contra el Real Zaragoza y 41 implicados más, entre ellos el entonces presidente Agapito Iglesias, el entrenador del club aragonés Javier Aguirre y futbolistas de ambos equipos (algunos en calidad de imputados) que intervinieron en el partido.

#### 2011-12: "El milagro" de Jiménez

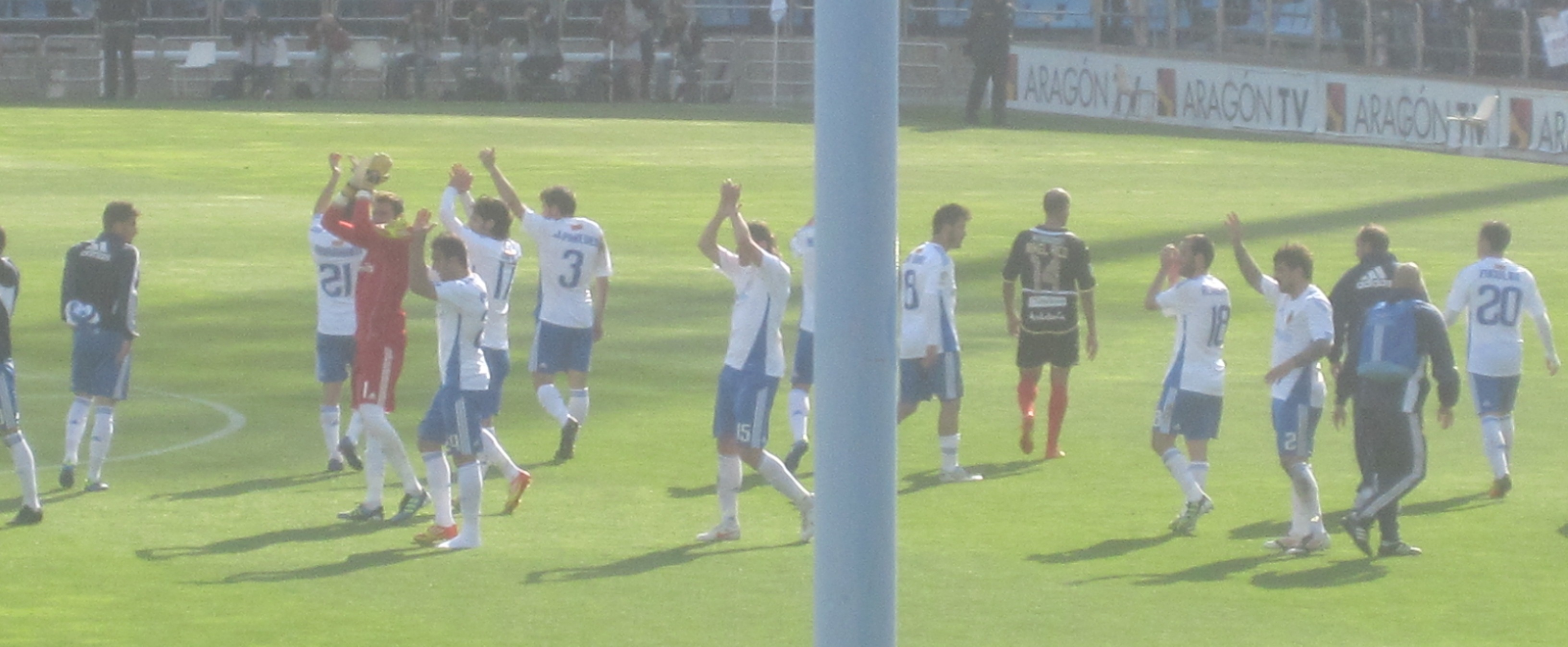
Agradecimiento de la plantilla a la afición al finalizar el partido entre el Granada CF y el Real Zaragoza en La Romareda (Temporada 2011-12).

De nuevo en la última jornada el equipo blanquillo consigue la permanencia, repitiendo la gesta en el último encuentro de liga frente al Getafe CF, en el Coliseum de Getafe que llenaron los seguidores del Real Zaragoza, batiendo de nuevo el récord en desplazamiento liguero, con 13 000 blanquillos en las gradas. El encuentro acabó con victoria por cero goles a dos para los visitantes, y tantos de Apoño de penalti y Postiga. El equipo de Manolo Jiménez lograría permanecer in extremis en la máxima categoría por tercera vez consecutiva. El Zaragoza, que dependía de sí mismo para lograr el milagro, al enfrentarse en la última jornada dos rivales directos por el descenso como eran Rayo y Granada CF, cambió la posición en la tabla clasificatoria por el Villarreal CF, que debido a un gol de Falcao del Atlético en El Madrigal mandó a Segunda División al club castellonense.
Tras una segunda vuelta excepcional, Manolo Jiménez, en sustitución del destituido Aguirre -el cual dejó al equipo a 12 puntos de la permanencia- conseguiría el técnico andaluz 33 puntos en 22 partidos y salvar a un equipo al que se dio por descendido jornadas atrás.

#### 2012-13: Tercer descenso en once años

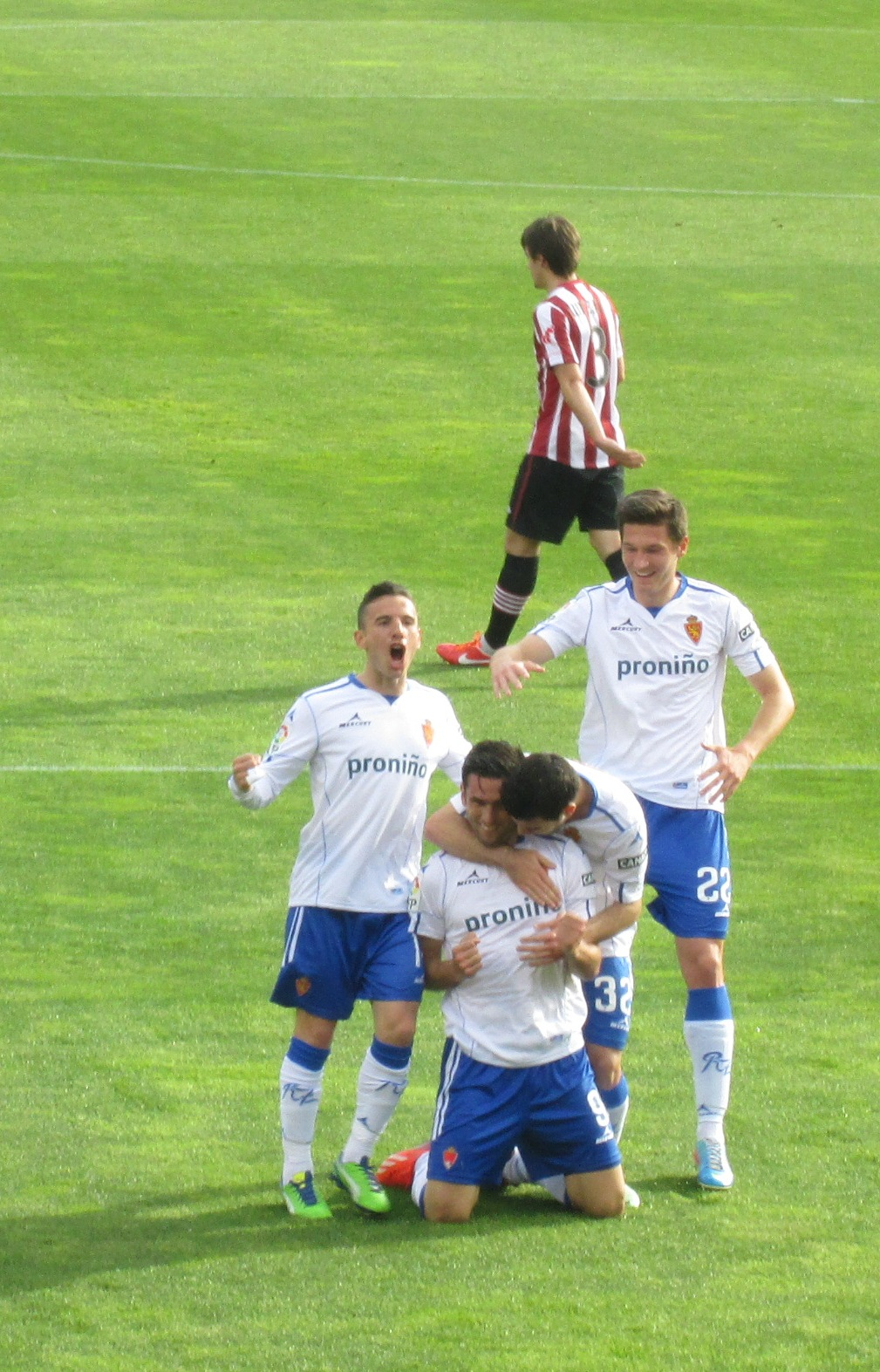
Celebración del gol de Hélder Postiga contra el Athletic Club en La Romareda (Temporada 2012-13).

Tras estar lidiando con el descenso en toda la segunda vuelta y durante cuatro años consecutivos en general, desde su vuelta a Primera División en 2009, se consuma su segundo descenso en los siete años de gestión de su máximo accionista Agapito Iglesias. Pese a tener opciones de salvarse en los últimos partidos de la temporada, como sucedió en los tres años anteriores que consiguió mantener la categoría, la derrota en casa contra el Atlético por 1 a 3 -repitiéndose la mala imagen del club en su propio estadio- y el triunfo del Celta contra el RCD Español dejan al equipo en Segunda División, además colista al ganar el Mallorca su partido contra el Valladolid en la jornada final.

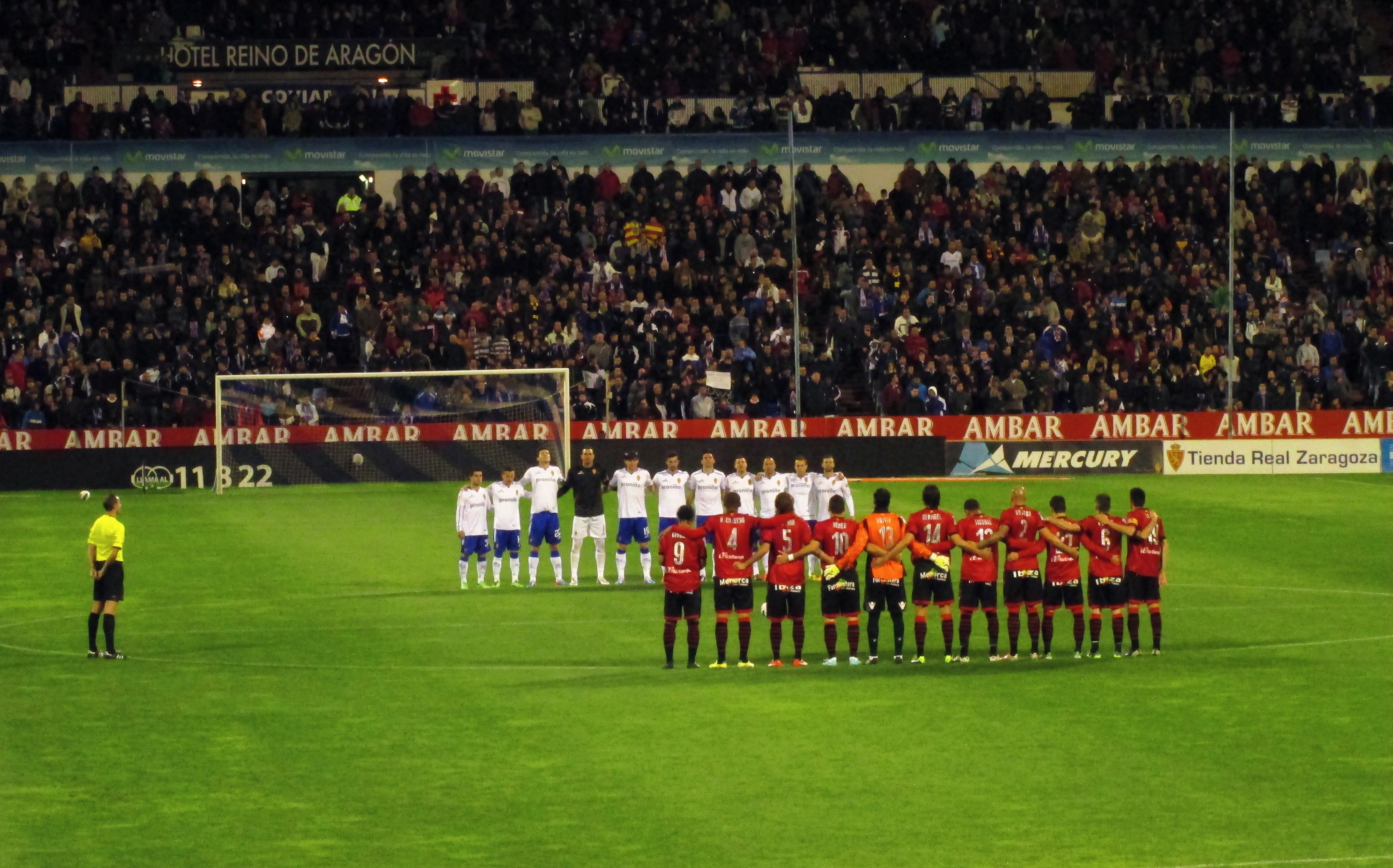
Alineaciones del Real Zaragoza y RCD Mallorca guardando un minuto de silencio en memoria de los fallecidos en accidentes laborales por el Día Mundial de la Seguridad y Salud en el Trabajo, antes de enfrentarse en La Romareda (Temporada 2012-13).

La mala racha del equipo blanquillo durante la segunda mitad del campeonato supuso que, en la última jornada, no dependiera de sí mismo para salvar la categoría. Aunque sendos triunfos contra el Mallorca (3-2) y el Rayo (3-0) en La Romareda acercaran las opciones de eludir el descenso por cuarto año consecutivo en las jornadas finales de la temporada, una nueva derrota (1-2), esta vez, en casa, contra el Athletic Club en los últimos minutos, y una goleada (4-0) recibida por el Betis en el Benito Villamarín, hicieron que las opciones de depender de su propia actuación en el último partido de la competición frente al Atlético de Madrid se desvanecieran de nuevo, teniendo que aventajar en un punto al menos al Deportivo de La Coruña y Celta de Vigo por tener la diferencia de goles perdida contra el conjunto vigués.
Una segunda vuelta desastrosa. Los malos resultados se encadenaron, e incluso se igualaron récords negativos del propio Zaragoza, como el máximo de partidos (15) sin ganar, y siendo el peor local en la temporada perdiendo más de la mitad de los partidos en su estadio. Al conseguir solo 12 puntos en toda la segunda vuelta de la competición el equipo quedó como farolillo rojo, con un total de 34 puntos en 38 partidos, tres puntos menos incluso que cuando se descendió, también como colista, en la temporada 2001-02.
En Segunda División el club tendrá que asumir una gestión de la deuda mucho más complicada, debido a los ingresos por taquilla y televisión mucho más bajos.

#### 2013-14: Otro año en Segunda, y la marcha de Agapito
Paco Herrera fue el elegido para llevar las riendas del equipo en Segunda. El 19 de junio se hizo oficial su fichaje por el Real Zaragoza de cara a la temporada 2013-14. El 17 de marzo fue cesado del cargo debido a la irregularidad de los resultados. Es sustituido por Víctor Muñoz, que no consigue mejorar la gestión deportiva, y el equipo acaba muy lejos de los puestos de ascenso, asegurando su permanencia solo con una semana de ventaja.
En esta temporada se produce un gran descenso de número de abonados, mayoritariamente debido al precio de los abonos y el descontento con el club, tanto institucional como deportivamente.
En el panorama institucional, el consejo de administración se renueva parcialmente con la incorporación de Jesús García Pitarch como director general, los exjugadores blanquillos Moisés en la secretaría técnica, y José Ignacio Soler como director de la cantera, y Jordi Bruixola como director de comunicación. Además, continúan como consejeros Luis Carlos Cuartero, Paco Checa y José Guerra, así como el máximo propietario Agapito Iglesias en su cargo de consejero delegado, y Fernando Molinos en el de presidencia de la entidad.
Al final de la temporada todos los directivos y cargos citados, causarían baja en la institución al producirse el cambio accionarial, excepto (a priori) los consejeros Checa, Guerra y Cuartero.

##### Fundación Zaragoza 2032
Finalmente, el 24 de julio de 2014, las acciones vendidas al grupo de empresarios aragoneses regresan a las manos de Agapito Iglesias, quien a falta de un día para una reunión decisiva con la Agencia Tributaria, vende el 72 % de dichas acciones a la Fundación Zaragoza 2032 presidida por Christian Lapetra, donando otro 18 % a la misma fundación con el fin de destinarlo a los abonados y accionistas del club, como bien citó en su comunicado el hasta entonces, propietario y máximo accionista del Real Zaragoza.

#### 2014-15: A las puertas del ascenso y otro año más en Segunda
Así pues la temporada comienza a matacaballo para el Real Zaragoza, que de la mano del nuevo director deportivo Martín González tendrá que acometer nuevas incorporaciones en las últimas semanas de plazo, con jugadores libres y cedidos, debido a la restricción de la Laliga que le impondría un máximo presupuestario y de fichas profesionales, en concreto dieciocho, debiendo inscribirse jugadores como Diego Rico o Álvaro Tierno en el filial, aun siendo realmente jugadores del primer equipo. Llegan futbolistas de buen rendimiento como Mario Abrante, Eldin Hadžić, Jaime Romero, Pedro Sánchez, Ruiz de Galarreta y Borja Bastón (el máximo goleador del Real Zaragoza y el segundo de la Liga Adelante), y otros que con el paso de las jornadas se descubren como también buenas incorporaciones como Bono y Vullnet Basha. Además de la pretemporada rehecha con los pocos jugadores del primer equipo que quedaban, Víctor Muñoz tuvo que echar mano de jugadores del filial y de los juveniles, cantera de la que saldrá la actual perla zaragocista y mejor jugador de la temporada para muchos como fue Jesús Vallejo.
En una temporada bastante irregular en la que el equipo no llegó a estar situado ni una sola jornada en los puestos de ascenso directo, se vería cada vez más claro que el objetivo de este sería meterse en los puestos de play-off. Víctor Muñoz fue destituido en el primer tercio de la temporada, llegando en su sustitución Ranko Popović, entrenador serbio desconocido para los seguidores blanquillos pero que consiguió sacar un buen rendimiento a algunos de los futbolistas citados. Finalmente se asegura la participación en los play-off en la última jornada consiguiendo la sexta plaza, muy peleada hasta el último momento con la Ponferradina. Tras un comienzo bochornoso en la semifinal de los play-off en La Romareda contra el Girona FC que le endosa un 0-3 difícilmente remontable en la vuelta, contra todos los pronósticos, el Real Zaragoza recupera a su guardameta titular en la parte final de la temporada Bono, que inexplicablemente se encontraba con Marruecos en el partido de ida, y contribuye de manera esencial a dar la vuelta a la eliminatoria con un formidable 1-4. La final de los play-off se disputaría contra la Unión Deportiva Las Palmas consiguiendo un buen resultado en la ida disputada de nuevo en La Romareda con un 3-1, que en la esperanza de muchos colocaba a los blanquillos prácticamente de nuevo en la élite. Sin embargo un partido muy mediocre en Gran Canaria, con los canarios volcados en la remontada dejó al Real Zaragoza a tan solo 7 minutos de la Primera División al encajar el 2-0 definitivo que les apeaba del ascenso.

#### 2015-16: Revolución invernal y tercer año en Segunda

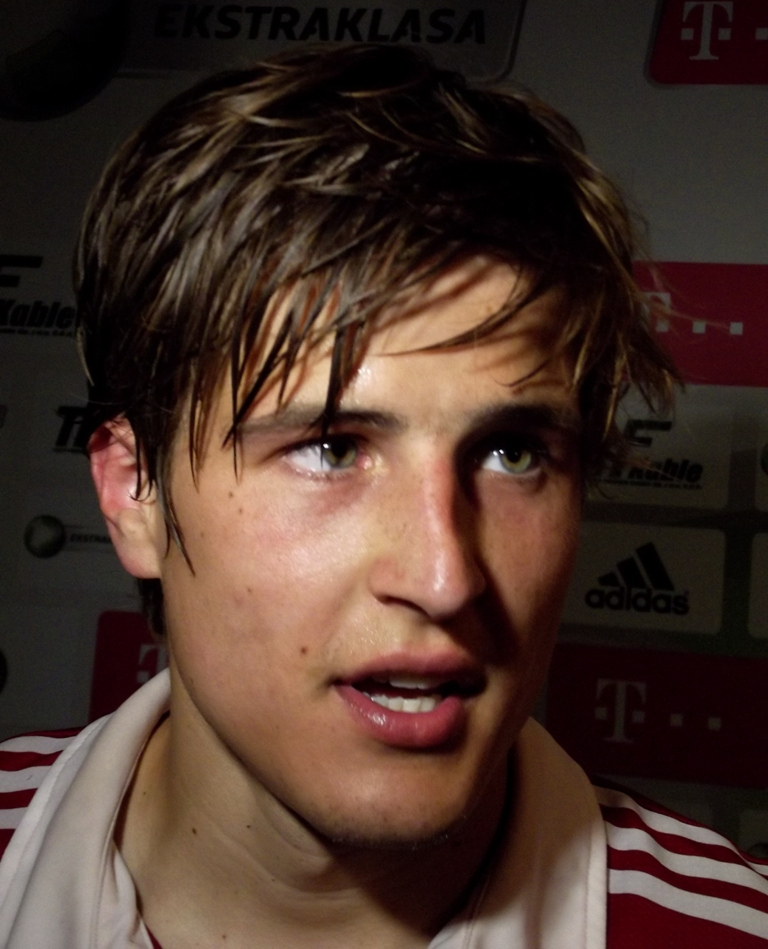
Cezary Wilk, jugador zaragocista entre 2015 y 2018.

Tras el duro varapalo de la anterior campaña, el Zaragoza comienza la temporada 2015-2016 con muchos nombres nuevos como Marc Bertrán, Cezary Wilk, Manu Herrera, Ángel Luis Rodríguez Díaz, Alfredo Ortuño, Erik Morán, entre otros, para intentar de nuevo el ascenso directo a Primera División. También es cedido Jesús Vallejo por parte del Real Madrid, que fue comprado por este equipo por 5.100.000 euros, lo que permite al Zaragoza tener mejor margen de maniobra a la hora de fichar. Esto, unido al renombre del equipo maño y a la habilidad de Martín González, hacen tener un equipo al Zaragoza para subir, llegando a ser considerado el mejor de Segunda, pese a las grandes restricciones por parte de la Liga Nacional de Fútbol Profesional.
El equipo empieza la campaña siendo muy irregular, alternando sus posiciones del 7.º al 18.º, hasta que llegando al fin de la primera mitad de temporada, hace unas actuaciones de mérito y se colocan en la parte alta de la tabla, llegando a ser 2.º, creyendo firmemente en el ascenso directo; pero a medida que la temporada avanza y el ecuador de la temporada se aleja, el Zaragoza rinde a un nivel mucho peor que al mostrado anteriormente, descendiendo varias posiciones en la tabla y teniendo un déficit de puntos con el ascenso directo y los playoffs importante. En plena crisis y descendiendo mucho en la tabla, la dirección del Zaragoza destituye a Ranko Popović y a Martín González, sustituyéndoles Lluís Carreras y Narcís Julià respectivamente. Este segundo reforma el equipo en el mercado invernal, rescindiendo contrato con Mario Abrante y Aria Hasegawa, rescindiendo cesión con Alfredo Ortuño y cediendo a Jorge Luis Díaz. A su vez trae jugadores desconocidos pero con calidad, tales de Emmanuel Culio, Alberto Guitián, Javi Ros o el jovencísimo delantero camerunés, Jean Marie Dongou. Estos sustituyen a los que se fueron y a los lesionados que eran muchos entre ellos los titulares Jaime Romero y Cezary Wilk de larga duración, y ofrecen un papel muy diferente al del anterior equipo. Junto a la estrategia de posesión de Lluis Carreras, el Zaragoza va ascendiendo puestos en la tabla, derrotando a rivales de gran importancia y haciendo de La Romareda un fortín inexpugnable. Así pues, el Zaragoza se instala en los playoffs, cerca del ascenso directo (3 puntos) a tan solo 7 jornadas del final. No obstante, una derrota de 6-2 contra el Llagostera en la última jornada condenaba al equipo a no poder jugar los play-off de ascenso quedándose en la octava posición de Segunda División igualado a puntos con el Osasuna y el Alcorcón pero con el peor promedio de gol de los tres.

#### 2016-17: La peor temporada del Zaragoza en Segunda en 70 años

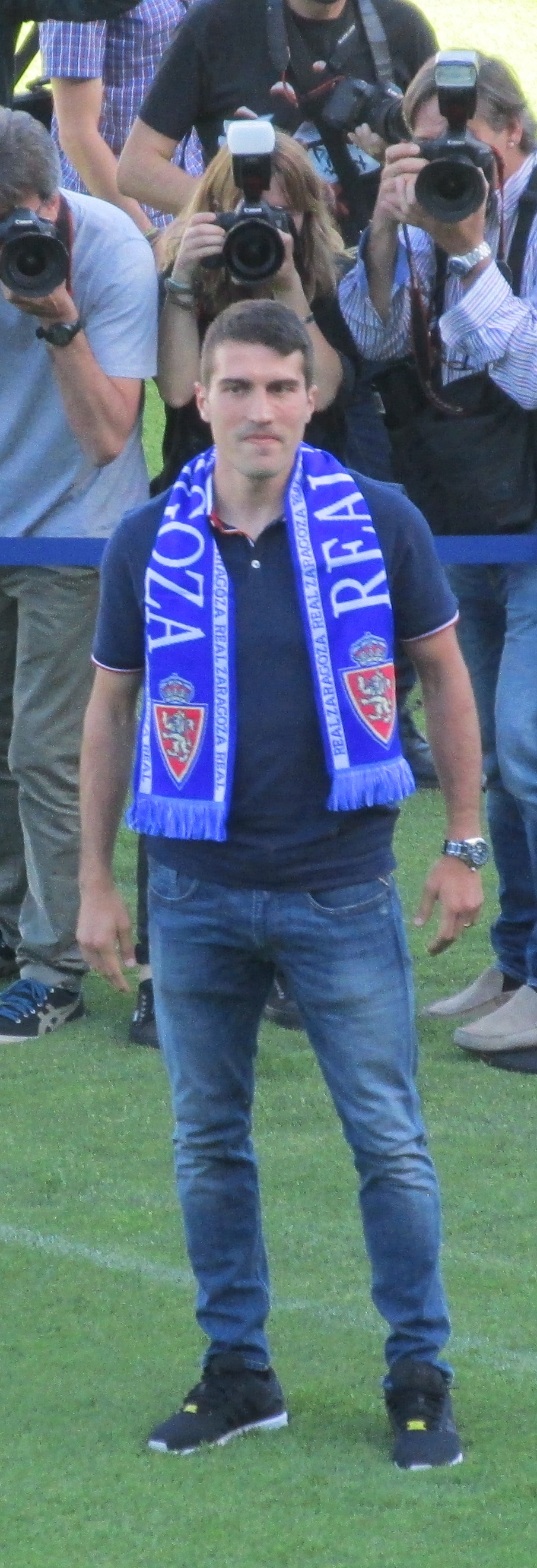
Alberto Zapater, en su retorno a La Romareda, el día de su presentación, arropado por más de cinco mil espectadores.

Después de Luis Milla, que sólo duraría once jornadas en el banquillo zaragocista, Raül Agné fue destituido en la jornada número 30, tras la derrota ante el Sevilla Atlético. César Láinez tomaría el equipo a tres puntos del descenso, y conseguiría la permanencia en la penúltima jornada de liga. Por otra parte, el año natural de 2017 fue el peor asimismo de la historia, con sólo cuatro partidos ganados de veinte jugados.

### La década de los 2020

#### 2020 (1): La pandemia de COVID-19
El 8 de marzo de 2020, en la jornada 31, el conjunto maño vencía al Málaga por 0-1 y se colocaba segundo en la clasificación a un punto del líder y a 5 del tercer clasificado. La semana siguiente, en España empezó a avanzar la pandemia de COVID-19. A medida que diferentes países europeos fueron registrando casos de contagio y fallecimientos, los organismos deportivos comenzaron a tomar conciencia del problema. A partir del 10 de marzo se anunció la disputa de los partidos de Liga a puerta cerrada (sin público) para frenar el avance de la pandemia. No cesó la preocupación ni los contagios, y se dieron casos en futbolistas y directivos de diversos clubes. Ante el panorama La Liga decidió suspender la competición el 12 de marzo a la espera de nuevos acontecimientos, como ya hiciera la UEFA con la Liga de Campeones y la Liga Europa, y el CONI y la FIGC con el campeonato italiano, por citar casos de similar magnitud. Esta suspensión, en principio para dos jornadas, fue posteriormente prologada indefinidamente el 23 de marzo, reanudándose el 13 de junio, en un encuentro contra el Alcorcón en La Romareda, en el que el conjunto blanquillo perdió por 1-3.
A partir de ese partido el Real Zaragoza se convierte en el segundo peor equipo del regreso a la competición, el más goleado de Segunda en este periodo —22 goles en 10 jornadas— y el primero en perder cinco partidos seguidos en La Romareda en la historia del club. En su último partido de Liga, venció como local a la Ponferradina por 2-1, quedando como tercero en la clasificación. Pero en esa última jornada se produjo otro parón más a causa de un contagio de COVID-19 en el Deportivo-Fuenlabrada que alargó la temporada un mes más. Luis Suárez, el pichichi del equipo y el emblema del club este año, regresó al Watford y dejó vacía una delantera en la que tampoco estuvo Javi Puado (la otra referencia ofensiva del equipo) en unos playoffs donde el Elche eliminó al conjunto blanquillo por 0-1. Un gol de Nino al final del partido de vuelta en la Romareda, en una de las pocas ocasiones de los ilicitanos en el encuentro.

#### 2020-22: La etapa de JIM

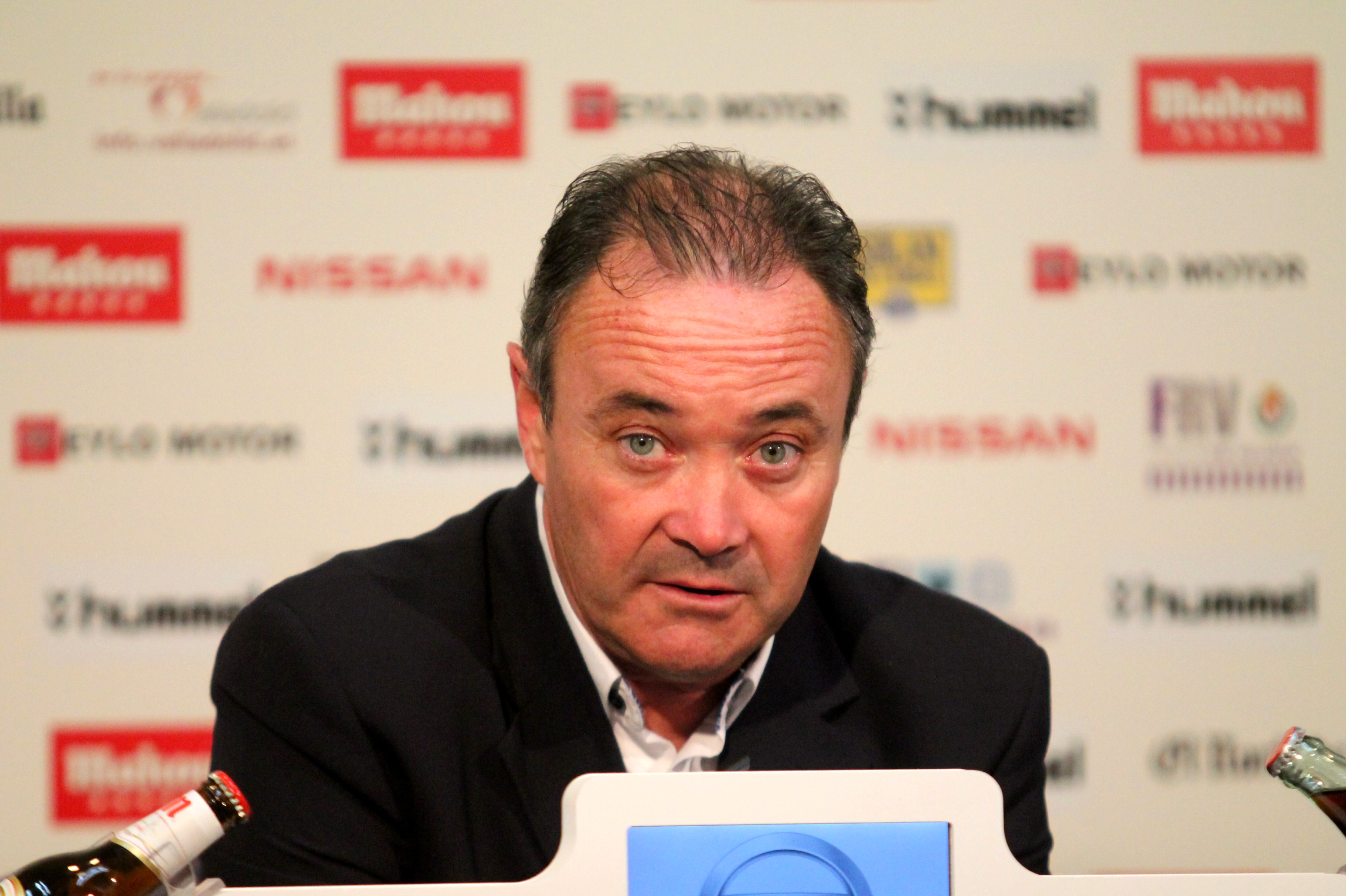
Juan Ignacio Martínez "JIM".

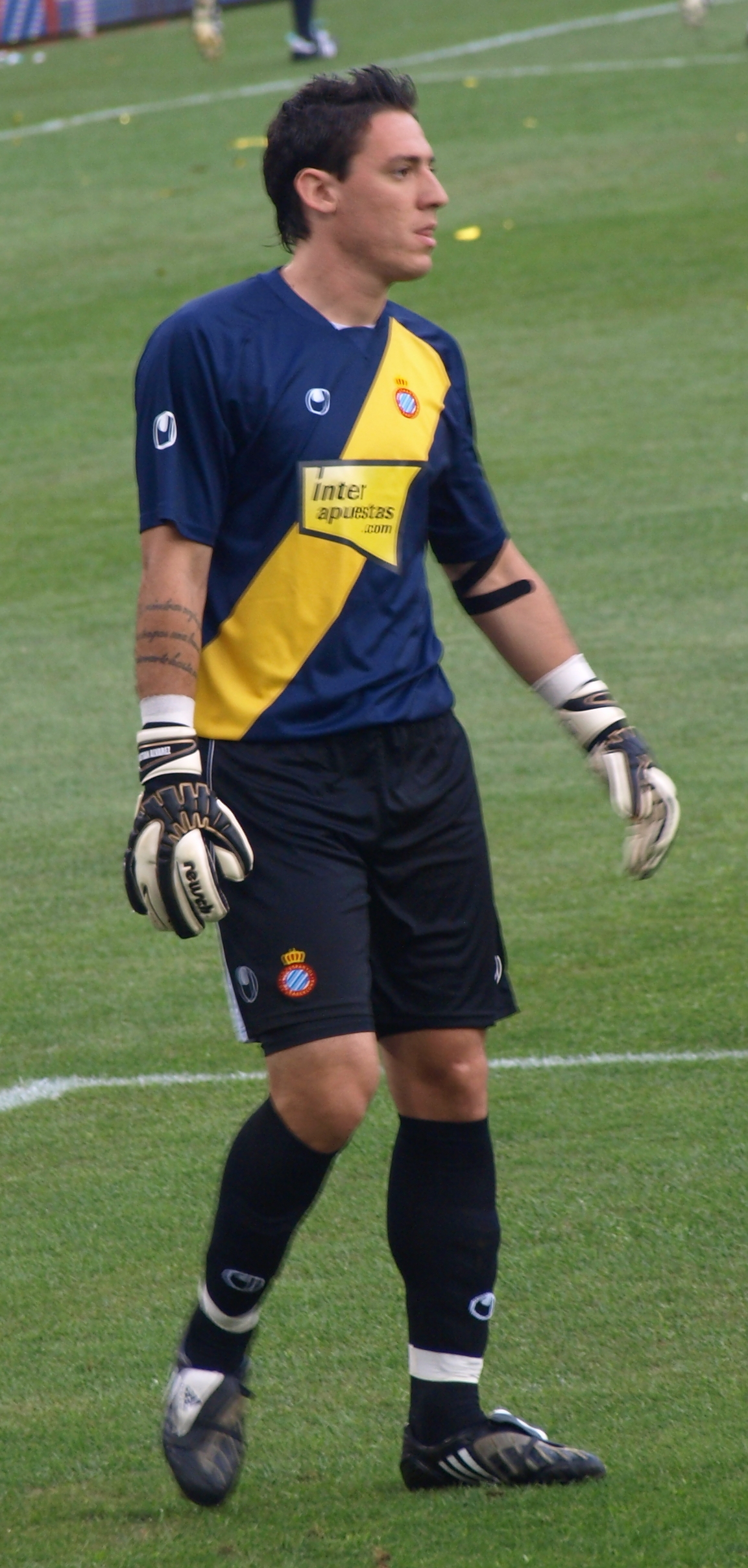
Cristian Álvarez, portero del Zaragoza desde 2017 hasta 2025.

La nueva y octava temporada en Segunda División (2020-21) empezaba con Rubén Baraja en el banquillo (el undécimo desde la llegada de la Fundación 2032 en el verano de 2014) y sin público en los estadios.
El técnico vallisoletano es destituido tras dirigir al club banquillo en diez jornadas con un balance desolador —sólo se sumaron 10 puntos— y es sustituido por Iván Martínez, entrenador del Zaragoza B, pero sus resultados fueron igualmente pobres  —se logró 3 puntos de 24 en juego— aunque se noto una mejoría en la actitud del equipo pese a la poca calidad de la plantilla. La cantera tomó protagonismo, jugadores que después han sido muy importantes como Ivan Azón, Francho y Francés fueron el alma en la siguiente temporada del equipo del León. La llegada de Juan Ignacio Martínez JIM (14 de diciembre) se produjo cuando el conjunto maño sumaba once puntos de 54 posibles en el campo (aunque tenía 13 en la tabla clasificatoria merced a la alineación indebida del Alcorcón) y tras la desafortunada destitución del director deportivo, Lalo Arantegui (3 de diciembre), que fue sustituido por Miguel Torrecilla. Con la llegada del técnico alicantino, el conjunto maño logró en seis citas ligueras: cuatro victorias, un empate y una derrota, La única noticia positiva de esta aciaga temporada fue que catorce meses y 433 días después volvió el público al feudo blanquillo, unas 500 personas para presenciar el encuentro entre el Deportivo Aragón y el Barbastro de Tercera División.
La temporada 2021-22 está llena de altibajos en la que el equipo aragonés quedó muy lejos del objetivo que se marcó en verano. El inicio de liga no fue nada bueno en cuanto a resultados, ya que las sensaciones eran positivas, salvo de cara a portería. A la falta de gol de los delanteros blanquillos se unió una racha de 9 jornadas consecutivas empatando, récord histórico del club. Tras reencontrarse con la victoria y tumbar al Éibar en la Romareda, el equipo finalizó la primera vuelta en mitad baja de la tabla. En invierno llegó una revolución con las salidas de jugadores importantes como Eguaras o Igbekeme y los casi inéditos Javi Ros y Clemente. En su lugar llegaron Jaume Grau, Eugeni y Sabin Merino. El inicio de los 2 primeros fue realmente positivo y la quimera del playoff parecía acercarse.
En ese momento surgió la figura de Iván Azón, que se convirtió en la principal arma ofensiva del equipo de JIM. Pero tras una buena racha, unas dolencias cardiacas de Jaume Grau y las lesiones de Francho y Petrovic dejaron al Zaragoza en cuadro, volviendo las derrotas. Finalmente los de JIM consiguieron salvar la temporada acabando en el 10.º puesto y con 12 victorias, tras una temporada en la que la cantera volvió a ser lo más destacable del cuadro blanquillo.

Quince años después de la temporada 2006/07, el equipo blanquillo o ha estado en la categoría de plata o luchando por no descender.

#### 2022-23: Venta del Club
Las numerosas protestas llevadas a cabo por la afición la temporada anterior y el desgaste de los patronos fuerzan la venta accionarial del club por parte de César Alierta. El 24 de mayo de 2022 se hace oficial la venta del Real Zaragoza a varios empresarios e inversores americanos. Este grupo inversor está encabezado por Jorge Más Santos (nuevo presidente de la entidad), también accionista del club Inter de Miami de la Major League Soccer. 
La sociedad que posee la mayoría accionarial del club pasará a ser Gloval Tavira, por lo que los propietarios del Real Zaragoza a todos los efectos serán Pablo Jiménez de Parga, consejero del Atlético de Madrid, y Joseph Oughourlian, dueño del Racing Club de Lens y presidente del Grupo Prisa. Entre los accionistas minoritarios encontramos al presidente del club, Jorge Más Santos, y a Mark Affolter y Mike Miller, del grupo Ares Management.
Entre los nuevos consejeros del club destacan otras figuras como Mariano Aguilar, representante de futbolistas, y Gustavo Serpa, dueño del Millonarios Fútbol Club de Colombia, a través de la sociedad Amber Capital, cuyo fundador es Joseph Oughourlian. 
En esta nueva etapa, Raúl Sanllehí es nombrado director general de la entidad. Raúl trabajó con anterioridad en otros clubes como el F. C. Barcelona y el Arsenal F. C. Miguel Torrecilla es renovado una temporada como director deportivo y se ficha al entrenador Juan Carlos Carcedo para que tome las riendas del equipo. Juan Carlos tiene una dilatada experiencia como segundo entrenador de Unai Emery y procede de la U. D. Ibiza. El primer hito de este nuevo equipo de trabajo fue la renovación de varios canteranos, entre los que se encuentran Alejandro Francés, Iván Azón, Francho Serrano y Marc Aguado.
Debido a la implicación de todas estas sociedades se crea una red de sinergias, a través de la cual el Real Zaragoza obtiene una posición preferente para la obtención de futbolistas procedentes de clubes con propiedad compartida. Un ejemplo son las incorporaciones de Giuliano Simeone o Víctor Mollejo, procedentes del Atlético de Madrid.
Durante la temporada se destituye a Juan Carlos Carcedo y al director deportivo Miguel Torrecilla debido a los malos resultados, y son reemplazados por Fran Escribá y Juan Carlos Cordero, respectivamente.

#### 2023-24: Cuarta etapa de Víctor Fernández
La temporada 2023-24 comenzaría con el mejor inicio liguero de la historia del club, logrando 5 victorias en las 5 primeras jornadas, poniendo al equipo líder de la clasificación. Sin embargo, las lesiones de Carlos Nieto, Francho Serrano y Cristian Álvarez, acabaría llevando al equipo a mitad de tabla, motivo de la destitución de Fran Escribá. Su sustituto sería Julio Velázquez. En el mercado de invierno se ficharía a Edgar Badia, Akim Zedadka y a Raúl Guti, canterano del equipo que regresaba tres años después de su marcha. El equipo logra una racha de ocho partidos sin perder y parecía acercarse al playoff de ascenso.
Sin embargo 1 punto de 15 posibles en las siguientes 5 jornadas acabarían con la destitución de Julio Velázquez.
Entonces el club logra el regreso de Víctor Fernández, iniciando su cuarta etapa en el club.
El inicio no sería fácil perdiendo contra el Espanyol y empatando contra el Mirandés. Sin embargo el equipo lograría levantar el vuelo ganando frente al CD Tenerife, y a la SD Huesca en el derbi aragonés. Finalmente, el equipo lograría la salvación en la jornada 41 frente al Racing de Santander, tras ganar por 0-2, en el siguiente partido último de la temporada finalizó el curso despidiendo Fondo Sur y La Romareda.

#### 2024-25: Retirada de Cristian Álvarez y despedida de La Romareda
La temporada 2024-25 comenzaba con Víctor Fernández al mando y tras tres victorias en las primeras cuatro jornadas el equipo se asentaba como líder. Sin embargo el equipo bajo el nivel a partir de noviembre, sacándolo de los puestos de playoff. El 17 de diciembre de 2024, el equipo cae 2-3 en la Romareda contra el Real Oviedo tras ir ganando 2-0 al descanso. Debido a eso, Víctor Fernández presenta su dimisión. Su sustituto en el banquillo sería Miguel Ángel Ramírez.
El 3 de febrero de 2025, Cristian Álvarez, portero y capitán del equipo, anuncia su retirada tras sufrir una lesión la semana anterior. En el siguiente partido en la Romareda, se le realizó un homenaje reconociendo su trayectoria en el club. 
Con Ramírez el equipo suma una victoria en 2 meses, y tras una derrota por 4-1 contra el Almería sumada a la  derrota la semana anterior (8 de marzo) por 2-4 ante el Eldense en un choque en el que el equipo blanquillo cumplía la triste efeméride de 500 partidos consecutivos en la categoría de plata, se anuncia la destitución de Miguel Ángel Ramírez y del director deportivo Juan Carlos Cordero. Con el equipo a 2 puntos del descenso a Primera Federación, se anuncia a Gabi Fernández como entrenador hasta final de temporada. El 6 de abril, el técnico logra su primera victoria tras ganar 1-0 al CD Mirandés en la Romareda.
El 12 de abril de 2025, Gaetan Poussin, portero del equipo maño, marca el tanto del empate contra la SD Eibar en el feudo blanquillo, convirtiéndose en el tercer portero de la historia del club en marcar un gol. El 25 de mayo de 2025, consiguió la salvación de categoría en la penúltima jornada en el que fue el último partido de la historia de La Romareda. El partido acabó con victoria por 1-0 del Real Zaragoza contra el Deportivo de la Coruña.

El Real Zaragoza en este cuarto de Siglo XXI lleva más temporadas en Segunda (14) que en Primera (11).

## Escudo

El escudo del club está inspirado en el de la ciudad.

El 26 de marzo de 2007 el Real Zaragoza presentó un nuevo escudo conmemorativo de la celebración del 75 aniversario de la fundación del club. Un año más tarde, en julio de 2008, el escudo conmemorativo del 75 Aniversario, con algunos retoques, se adopta como nuevo escudo del Real Zaragoza. Este hecho generó polémica, ya que el cambio de escudo contó con el rechazo de gran parte de la afición zaragocista. Como medida para zanjar definitivamente dicha polémica, el club convocó un referéndum durante la campaña de abonos para la temporada 2011-2012, en la cual los abonados decidirían si el equipo retomaba el anterior escudo, que databa de la década de los años 1980, o se quedaba con el nuevo. La votación se cerró el 18 de septiembre, tras finalizar el partido de la cuarta jornada de liga. En dicha votación participaron un total de un total de 7739 abonados zaragocistas de los 23 309 que tenían derecho a voto, de entre los cuales, un total de 6951 abonados (89,1 %) optaron por el escudo anterior al 75 aniversario, mientras que únicamente 788 abonados (10,9 %) votaron por mantener el nuevo. Este contundente resultado refleja la oposición popular con la que contó el nuevo emblema desde su instauración.
El escudo elegido comenzó a lucir en la página web del club desde el día siguiente a la finalización de la consulta, siendo incorporado progresivamente hasta el comienzo de la temporada 2012-13, en la que ya aparece en las equipaciones deportivas.
|                                                                  |
| Primer escudo con corona mural y ribetes gualdinegros (1932-41). |

|                                                                     |
| Adopción de corona real y ajustes cromáticos a la ciudad (1951-61). |

## Indumentaria
Durante casi toda su historia, el Zaragoza ha vestido como uniforme titular camiseta blanca, pantalón azul y medias blancas. Dichos colores fueron elegidos por los fundadores del club coincidiendo con los azul y blanco de la Federación Aragonesa de Fútbol, como símbolo e identidad del equipo de Aragón. Por ellos son conocidos como «los blanquillos». En cuanto a los uniformes alternativos o suplentes, se han ido utilizando variaciones entre el denominado «avispa», en alusión a uno de los equipos que dieron con la fundación del club, el Iberia Sport Club, de camiseta gualdinegra y pantalón negro; mientras que otros años se utilizó un uniforme «tomate» —en referencia al otro club primigenio, el Zaragoza Club Deportivo—, de camiseta roja y pantalón azul.
Desde 2021 el patrocinador es Green Botanic Pharmacie y los uniformes se componen con los colores y diseños clásicos que los últimos años ha venido utilizando el equipo, a cargo de la marca deportiva Adidas:
- Uniforme titular: camiseta blanquilla con detalles y ribetes en azul, pantalón azul con detalles en blanco correspondientes a la marca deportiva, y medias blancas con detalles en azul.
- Uniforme alternativo:  camiseta gualdinegra de mangas negras, pantalón negro con detalles en blanco, y medias negras con detalles amarillos. Homenajea a la tradicional indumentaria avispa del mencionado Iberia.
- Tercer uniforme: camiseta y pantalón rojo tomate con detalles y ribetes en amarillo, y medias amarillas con detalles rojos. Se inspira en el histórico uniforme del Zaragoza de 1925 y el Stadium, aunando los colores de Aragón en homenaje a su bandera.

| Primero | ver evolución | Actual |

## Infraestructura

### Estadio

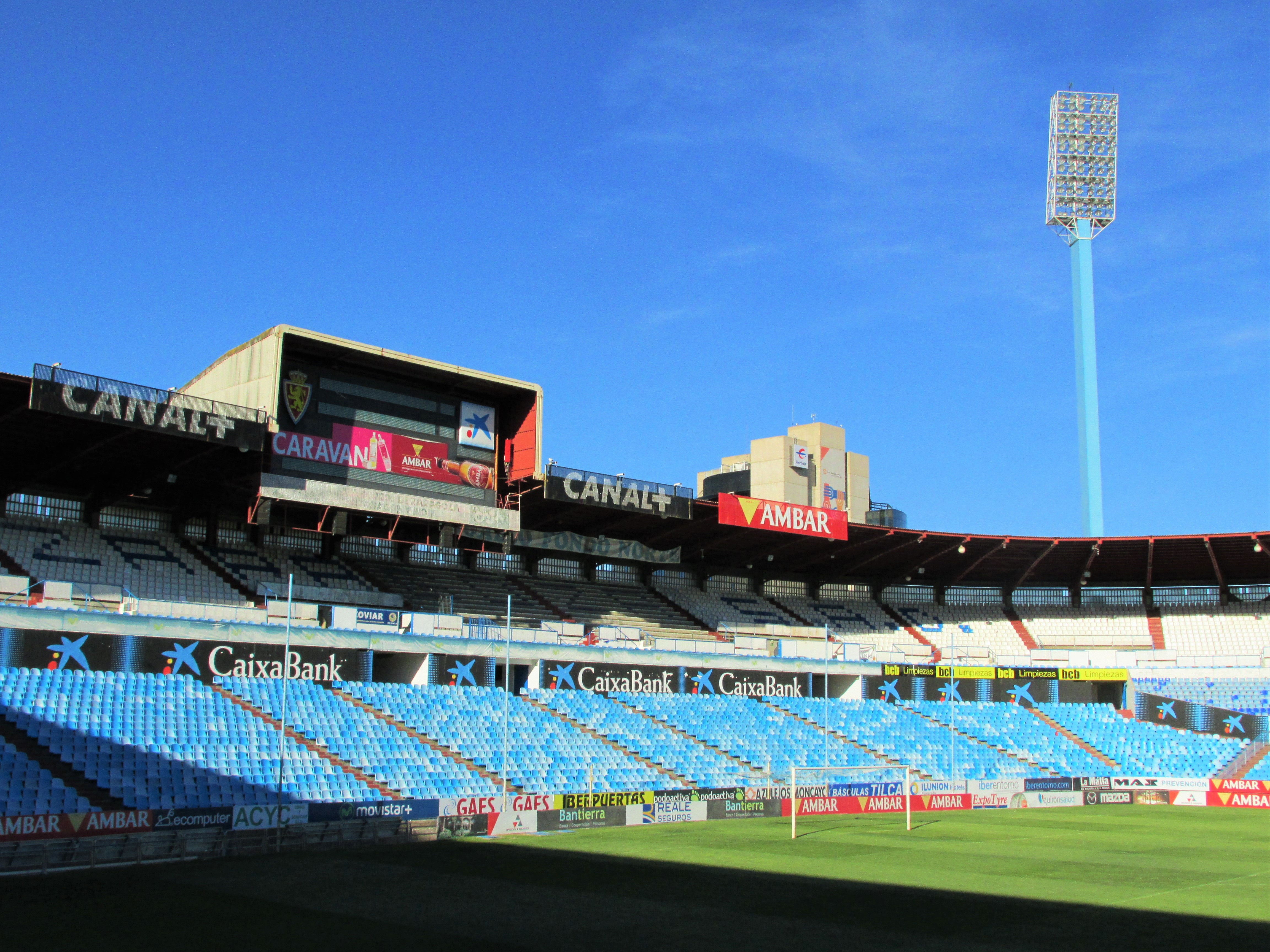
Grada norte de La Romareda.

El estadio de La Romareda se inauguró con un partido entre el Real Zaragoza y el Club Atlético Osasuna el 8 de septiembre de 1957, bajo la presidencia de Cesáreo Alierta. El resultado del encuentro fue de 4-3 a favor de los locales, con goles de Ramón Vila —en dos ocasiones y autor del primer tanto—, Wilson Jones y Joaquín Murillo, y José Luis Areta, Sabino Andonegui y José Glaría para los visitantes. La capacidad en la época era de 32 416 espectadores, 16 000 de ellos sentados.
El campo sufrió diversas reformas en 1977, cuando se construyeron los nuevos graderíos cubiertos norte y sur, ampliándose hasta los 43 524 espectadores; mientras que en 1982 —con vistas al Mundial de 1982 que se celebraría en España— se construyeron las cubiertas generales para el público sentado, motivo por el que redujo su capacidad a 39 900 espectadores. Fue también subsede de los Juegos Olímpicos de Barcelona 1992. Las últimas obras de remodelación se realizaron en 1994 para adecuarlo a la normativa de la UEFA que obliga a tener todas las localidades de asiento —sin gente de pie—, quedando en las actuales 34 596 localidades.
El 1 de febrero de 2008, cuatro de los cinco grupos políticos municipales de la ciudad anunciaron un acuerdo para construir el nuevo campo en una zona cercana al tercer cinturón municipal, el barrio de San José, junto al Pabellón Príncipe Felipe y la futura estación de cercanías de Miraflores. El 29 de julio el aragonés Joaquín Sicilia fue designado para proyectar el denominado Nuevo estadio de San José que tendría una capacidad de 43 000 espectadores —con posibilidad de ampliar hasta los 50 000—. Con un coste inicial de 103,5 millones de euros —según cálculos del Ayuntamiento—, la construcción proyectada para mediados de 2009 y finalizada en 24 meses no llegó a producirse. En febrero de 2011, se anunció su aplazamiento sine die debido a la crisis económica del país y a las deudas que acuciaban entonces Ayuntamiento y club.
En enero de 2012 la Candidatura de Madrid a los Juegos Olímpicos de 2020, en la que Zaragoza fue designada como subsede, pudo haber desbloqueado las obras del futuro estadio, por lo que un año después el Ayuntamiento estudió una reforma integral del estadio de La Romareda en sustitución del nuevo proyecto. Presupuestado entre los 19 y los 25 millones de euros y con el objetivo de ser subsede olímpica, finalmente el Comité Olímpico designó como sede a Tokio,
Ante las dificultades de sacar adelante el proyecto, en el mes de septiembre y tras la derrota de la candidatura de Madrid, el entonces responsable municipal de deportes, Roberto Fernández, apostó por no aparcar la remodelación del campo zaragocista, sino aprovechar para «tomar una decisión de cara a los próximos 6 o 7 años» y acometer «una reforma integral que podría costar entre 10 y 15 millones de euros».
Finalmente en 2020 se retomó la idea de la necesaria remodelación o proyecto nuevo. Presupuestada entre los 70 y 90 millones de euros para comenzar en 2021, fue esta vez un brote del coronavirus tipo 2 del síndrome respiratorio agudo grave, una pandemia global vírica que llegó a Europa desde Asia que provocó contagios, fallecimientos y un fuerte retroceso económico lo que impidió acometer el asunto. De nuevo paralizado sine die por la crisis sanitaria con repercusión económica —y que el equipo no logre retornar a la máxima categoría— no auguraron un buen futuro al respecto.

«Zaragoza tiene una localización privilegiada, una población y unos servicios a considerar para albergar la sede. Nadie debería dudar de que en 2030 o antes tendrá un estadio para acoger un evento de esta envergadura».
Manuel Zalba. Madrid, 27 de julio de 2021.

Además, luego de una serie de intentos de que la Selección de Fútbol de España jugara un partido en el estadio, la RFEF eligió al estadio como albergador del partido de carácter amistoso que enfrentaría a España y Suiza el día 24 de septiembre de 2022, aunque para ello, se debían realizar obras en el estadio. El día 7 de abril, el alcalde de Zaragoza Jorge Azcón confirmó obras inminentes, por lo que el estadio de la Romareda 19 años después volvería a albergar un partido nacional.
El 8 de julio de 2024 comenzó el derribo parcial del estadio para la construcción de la Nueva Romareda. El nuevo campo tendrá 43 110 plazas para los partidos de fútbol. El objetivo final es que el 31 de agosto de 2027 la Nueva Romareda sea una realidad. El 26 de mayo de 2025 comenzó la fase 2 de las obras en el que el viejo estadio se derribará totalmente.
El equipo jugará en un estadio modular (Ibercaja Estadio) con capacidad para 20 103 espectadores situado en el Parking Norte de la Expo hasta la conclusión de las obras del nuevo estadio, prevista para el 31 de agosto de 2027. El Ibercaja Estadio se inauguró el 26 de julio de 2025 con un partido amistoso entre el Real Zaragoza y el Deportivo Aragón a puerta cerrada, con un resultado de 6-0 a favor del primer equipo.

## Datos del club
Para los detalles estadísticos del club véase Estadísticas del Real Zaragoza

### Denominaciones
Durante su historia, la entidad ha visto cómo su denominación variaba por diversas circunstancias hasta la actual de Real Zaragoza, vigente desde 1992. El club se fundó con el nombre de Zaragoza Foot-ball Club, en honor a uno de los clubes originarios, y fue oficializado formalmente en 1932.
A continuación se listan las distintas denominaciones de las que ha dispuesto el club durante su historia:
- Zaragoza Foot-ball Club: (1932-1941) Regularización del club.
- Zaragoza Club de Fútbol: (1941-1951) Tras la instauración de la Dictadura de Francisco Franco se produce la castellanización de los anglicismos.
- Real Zaragoza Club Deportivo: (1951-1992) Con el ascenso a Primera División cambia la denominación en honor al Zaragoza Club Deportivo (surgido de la fusión de Real Sociedad Atlética Stadium y el primigenio Zaragoza Foot-Ball Club.
- Real Zaragoza, S. A. D.: (1992-Act.) Simplificación del nombre y conversión de la entidad en una sociedad anónima deportiva.

## Palmarés
|  | Para más detalles, consultar Palmarés del Real Zaragoza |

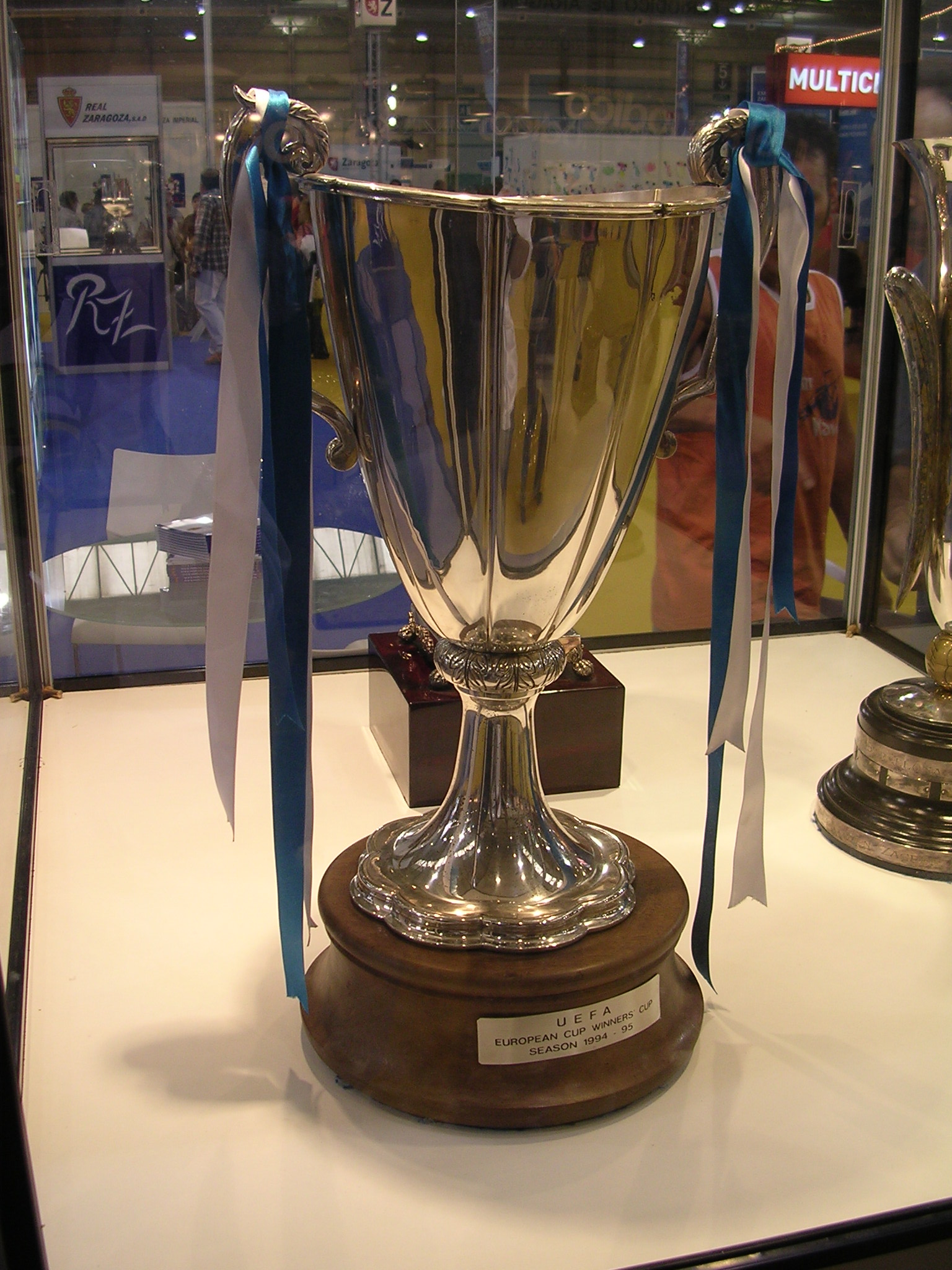
Recopa de Europa del Real Zaragoza (1994-95).

El Real Zaragoza acumula en sus casi noventa años de historia numerosos trofeos tanto nacionales como internacionales. Entre ellos destacan por importancia y en el plano internacional, una Copa de Ferias y una Recopa de Europa. A ellas le siguen seis Campeonatos de España de Copa y una Supercopa para un total de nueve títulos de máximo nivel. Su palmarés se completa con tres campeonatos de liga de divisiones inferiores y uno de aficionados, así como un Trofeo Mancomunado en los campeonatos regionales.
Es uno de los catorce clubes españoles que han conquistado la mencionada Copa de España —sexto en el palmarés del trofeo— lo que le otorga el derecho a ser considerado como uno de los clubes históricos de la competición. Ha disputado trece temporadas de competiciones UEFA, ocho de la Copa de la UEFA —184.º en su clasificación histórica con unos octavos de final como mejor participación—, y cinco de la extinta Recopa de Europa en la que es uno de los campeones históricos y noveno en su clasificación histórica. Su debut en las competiciones UEFA se produjo en la temporada 1964-65, al ser el vencedor de la Copa de España, donde fue eliminado en semifinales por el West Ham United Football Club inglés, campeón de la competición tres semanas después.
No fue hasta treinta años después cuando se proclamó vencedor merced a un histórico tanto del español Mohamed Alí Amar Nayim desde cuarenta metros que sorprendió al guardameta rival del Arsenal Football Club. El tanto se produjo a un minuto del final de la prórroga, es decir, en el 119, tras haber finalizado con empate a un gol al final del tiempo reglamentario. El tanto zaragocista fue obra de Juan Eduardo Esnáider, uno de los pilares de aquel equipo que anotó 8 goles en 9 partidos de aquella edición.
En cuanto a la máxima competición de clubes en España, la Primera División, el conjunto maño es uno de sus integrantes históricos pese a que no milita en ella desde 2013. Aun así, ocupa el noveno puesto en su clasificación histórica con un subcampeonato en 1975 como mejor participación, y cuatro terceros puestos. Pese a dichas calificaciones no ha disputado nunca la máxima competición continental, la Liga de Campeones de la UEFA —otrora Copa de Europa—, ya que en la fecha de dichas clasificaciones la normativa de acceso sólo estaba reservada a los equipos campeones de liga. En la temporada 1999-2000 pudo haber conseguido su primera participación —entonces ampliado el número de contendientes por España—, al haber finalizado cuarto en el campeonato doméstico, pero su plaza fue otorgada al Real Madrid Club de Fútbol —quinto clasificado— por ser el vigente campeón del torneo y defender así el título.
Nota: en negrita competiciones vigentes en la actualidad.
Títulos nacionales (7)
| Competición nacional                    | Títulos                                                           | Subcampeonatos                                             |
| --------------------------------------- | ----------------------------------------------------------------- | ---------------------------------------------------------- |
| Primera División de España (0)          |                                                                   | 1974-1975. (1)                                             |
| Copa del Rey (6)                        | 1963-1964, 1965-1966, 1985-1986, 1993-1994, 2000-2001, 2003-2004. | 1962-1963, 1964-1965, 1975-1976, 1992-1993, 2005-2006. (5) |
| Supercopa de España (1)                 | 2004.                                                             | 1994, 2001. (2)                                            |
| Segunda División de España (1)          | 1977-1978.                                                        | 1935-1936, 1941-1942, 1950-1951, 2002-2003, 2008-2009. (5) |
| Campeonato de España de Aficionados (1) | 1940-1941.                                                        | 1935-1936. (1)                                             |

Torneos internacionales (1)
| Competición internacional | Títulos    | Subcampeonatos |
| ------------------------- | ---------- | -------------- |
| Recopa de Europa (1)      | 1994-1995. |                |
| Copa de Ferias (1)        | 1963-1964. | 1965-1966. (1) |
| Supercopa de Europa (0)   |            | 1995. (1)      |

Torneos regionales (1)
| Competición regional                            | Títulos    | Subcampeonatos |
| ----------------------------------------------- | ---------- | -------------- |
| Trofeo Mancomunado Guipúzcoa-Navarra-Aragón (1) | 1939-1940. |                |
| Trofeo Mancomunado Castilla-Aragón (0)          |            | 1935-1936. (1) |

Por otra parte, el Campeonato Regional de Aragón no fue disputado por el club ya que no había sido fundado en la fecha, y para cuando lo hizo este se disolvió para pasar a ingresar sus clubes distintos Mancomunados de otros campeonatos regionales.

### Trayectoria
|  | Para más detalles, consultar Trayectoria del Real Zaragoza |

Nota: En negrita competiciones activas.
| \| Competición \| Temp. \| PJ \| PG \| PE \| PP \| GF \| GC \| Dif. \| Puntos \| Mejor resultado \| \| ----------------------------------------------- \| ----- \| --- \| -- \| -- \| -- \| --- \| --- \| ---- \| ------ \| --------------- \| \| Copa de la UEFA - Liga Europa de la UEFA \| 8 \| 36 \| 18 \| 6 \| 12 \| 60 \| 49 \| +11 \| 60 \| Octavofinalista \| \| Supercopa de la UEFA \| 1 \| 2 \| 0 \| 1 \| 1 \| 1 \| 5 \| -4 \| 1 \| Subcampeón \| \| Recopa de Europa de la UEFA \| 5 \| 37 \| 20 \| 6 \| 11 \| 64 \| 38 \| +26 \| 66 \| Campeón \| \| Copa de Ciudades en Feria (competición no UEFA) \| 5 \| 36 \| 22 \| 4 \| 10 \| 74 \| 48 \| +26 \| 70 \| Campeón \| \| Total \| 19 \| 111 \| 60 \| 17 \| 34 \| 199 \| 140 \| +59 \| 197 \| 2 títulos \| \| Ver estadísticas completas \| \| \| \| \| \| \| \| \| \| \| Estadísticas actualizadas hasta la última participación (UEFA 2007-08). Fuentes: Liga de Fútbol Profesional (LFP) - UEFA - CIHEFE - BDFutbol |       |     |    |    |    |     |     |      |        |                 |
| Competición | Temp. | PJ  | PG | PE | PP | GF  | GC  | Dif. | Puntos | Mejor resultado |
| Copa de la UEFA - Liga Europa de la UEFA | 8     | 36  | 18 | 6  | 12 | 60  | 49  | +11  | 60     | Octavofinalista |
| Supercopa de la UEFA | 1     | 2   | 0  | 1  | 1  | 1   | 5   | -4   | 1      | Subcampeón      |
| Recopa de Europa de la UEFA | 5     | 37  | 20 | 6  | 11 | 64  | 38  | +26  | 66     | Campeón         |
| Copa de Ciudades en Feria (competición no UEFA) | 5     | 36  | 22 | 4  | 10 | 74  | 48  | +26  | 70     | Campeón         |
| Total | 19    | 111 | 60 | 17 | 34 | 199 | 140 | +59  | 197    | 2 títulos       |
| Ver estadísticas completas |       |     |    |    |    |     |     |      |        |                 |

Desde la fundación del club hasta la actualidad (1936-39, interrupción a causa de la Guerra civil española):

## Organigrama deportivo

### Jugadores
A lo largo de la historia del club un total de 171 futbolistas extranjeros han sido parte del club, entre los más de 800 que ha tenido la entidad en su historia.
| Máximos goleadores | Máximos goleadores                | Máximos goleadores | Más partidos disputados | Más partidos disputados              | Más partidos disputados | Más temporadas disputadas | Más temporadas disputadas            | Más temporadas disputadas |
| ------------------ | --------------------------------- | ------------------ | ----------------------- | ------------------------------------ | ----------------------- | ------------------------- | ------------------------------------ | ------------------------- |
| 1.                 | Marcelino Martínez                | 116 goles          | 1.                      | José Luis Violeta - Xavi Aguado      | 473 partidos            | 1.                        | Enrique Yarza - Luis Carlos Cuartero | 16 años                   |
| 2.                 | Joaquín Murillo                   | 113 goles          | 3.                      | Alberto Zapater                      | 422 partidos            | 3.                        | José Luis Violeta                    | 15 años                   |
| 3.                 | Pichi Alonso                      | 111 goles          | 4.                      | Manolo González                      | 382 partidos            | 4.                        | José Manuel Nieves                   | 14 años                   |
| 4.                 | Eleuterio Santos - Miguel Pardeza | 97 goles           | 5.                      | Casuco / Juan Señor / Miguel Pardeza | 369 partidos            | 5.                        | Xavi Aguado                          | 13 años                   |
| 6.                 | Gustavo Poyet                     | 80 goles           | 7.                      | Santiago Aragón                      | 362 partidos            | 6.                        | Andoni Cedrún - Alberto Zapater      | 12 años                   |
| Ver lista completa | Ver lista completa                | Ver lista completa | Ver lista completa      | Ver lista completa                   | Ver lista completa      | Ver lista completa        | Ver lista completa                   | Ver lista completa        |

### Plantilla
- Los jugadores con dorsales superiores al 25 son, a todos los efectos, jugadores del Deportivo Aragón y como tales, podrán compaginar partidos con el primer y segundo equipo. Como exigen las normas de LaLiga, los jugadores de la primera plantilla deberán llevar los dorsales del 1 al 25. Del 26 en adelante serán jugadores del equipo filial a efectos del primer equipo.
- Para poder determinar que un jugador ha sido internacional con su país, tiene que haber debutado en partido oficial para el mismo.
- Los equipos de la Segunda División de España están limitados a tener en la plantilla un máximo de dos jugadores sin pasaporte comunitario o nacionales de países sin Acuerdo de Asociación con la Unión Europea. La lista incluye solo la nacionalidad deportiva de cada jugador:
  - Samed Baždar y Keidi Bare no cuentan como extracomunitarios por el Acuerdo de Asociación con la Unión Europea.
  - Adrián Rodríguez no cuenta como extracomunitario al poseer la doble nacionalidad argentina y española.

### Cuerpo técnico
El equipo ha tenido setenta y cuatro entrenadores. No todos fueron oficiales o disputaron competición oficial. El primer entrenador fue Elías Sauca, que hizo las labores de preparador los meses siguientes a la fundación del club, pero no disputó ningún torneo oficial. El portugués Felipe dos Santos es el siguiente entrenador del club y se puede considerar como el primer entrenador oficial en la historia debutando en Tercera División.
Tras la destitución de Ramallets en 1964, el que era entonces director deportivo desde 1961 Luis Belló (siguiendo como directivo además) tomó el rol de entrenador a mitad de temporada; ganó en el mismo año la Copa de Ferias (antigua copa europea comparable a la Copa de la UEFA) y la Copa del Generalísimo. Siguió en el club hasta 1965 como director deportivo. Más tarde, en sustitución de Louis Hon, el afamado entrenador checoslovaco Ferdinand Daučík dirigió el club durante los años 1965 a 1967 y conseguiría la Copa de España en su primera temporada.
En la temporada 1977-78, Arsenio Iglesias consiguió devolver al Real Zaragoza a la Primera División, categoría que había perdido el club maño el anterior año.
A partir de años ochenta, destacan los entrenadores nacionales y varios de la misma ciudad de Zaragoza. Entre ellos Luis Costa, que conseguiría las Copas del Rey de 1986 y más tarde en 2001.
En los noventa, Víctor Fernández conseguiría, además de ser subcampeón y campeón de la Copa del Rey en 1993 y 1994 respectivamente, el triunfo más grande de la historia del club: ganar la Recopa de Europa en 1995 contra el Arsenal inglés.
Durante los años 2000 el técnico catalán Paco Flores, ocupó el banquillo del Real Zaragoza algo más de una temporada y fue capaz de subir al equipo el año siguiente del descenso de 2001-02. Otro entrenador aragonés que destacó fue Víctor Muñoz. Dirigió a los blanquillos durante tres temporadas, durante las cuales su equipo logró conseguir la Copa del Rey ante el Real Madrid de los galácticos y la Supercopa de España contra el Valencia.
Los años venideros no dieron en absoluto estabilidad al banquillo zaragozano, y con Agapito Iglesias como presidente solo han permanecido, hasta la fecha, una temporada completa, desde su inicio a fin, Víctor Fernández en la primera temporada de su segunda etapa (2006-07), y Manolo Jiménez en su segunda temporada (2012-13).

### Directiva
El Consejo de Administración está formado por las siguientes representaciones y cargos asignados a los miembros del mismo, cuyos principales nombres son:
- Presidente: Jorge Mas Santos.
- Consejeros/as: Laurence Cook, Gustavo Serpa, Juan Forcén, Emilio Cruz, Mariano Aguilar, Cristina Llop.
- Director General: Fernando López.
- Secretaria General: Cristina Llop.
- Director Comercial y de Marketing: Carlos Arranz.
- Director Financiero: Mariano Aured.
- Director de Comunicación: Juan Casañez.

### Accionariado
El club como Sociedad Anónima Deportiva tras los ajustes accionariales del verano de 2022, tiene los siguientes accionistas.
| Accionista                                                  | Porcentaje |
| ----------------------------------------------------------- | ---------- |
| Gloval Tavira (Pablo Jiménez de Parga y Joseph Oughourlian) | 50,1 %     |
| Real Venture (Jorge Más Santos)                             | 25,0 %     |
| ZFútbol LLC (Ares Management)                               | 13,46 %    |
| Riverside (James Carpenter)                                 | 8,3 %      |
| Accionistas minoritarios                                    | 3,14 %     |

## Categorías inferiores
|  | Para más detalles, consultar Fútbol base del Real Zaragoza |

En cuanto al organigrama técnico de la Ciudad Deportiva del Real Zaragoza, actualmente están al cargo los siguientes profesionales:
- Coordinador de la Ciudad Deportiva: Pedro Suñén.[163][164][165]
- Director de Cantera: Ramón Lozano.[166][164][165]
- Coordinador del Fútbol Formativo: Ángel Espinosa.[166][164][165]
- Área de Metodología y Conocimiento: José Luis Arjol.[167][164][165]

La cantera del Real Zaragoza está formada actualmente por los jugadores del Deportivo Aragón como primer filial, los equipos juveniles Real Zaragoza División de Honor Juvenil y Real Zaragoza Liga Nacional Juvenil, y los equipos Cadete, Infantil y Alevín "A" y "B" respectivamente, que entrenan y compiten habitualmente en la Ciudad Deportiva del Real Zaragoza. El actual director de la cantera es Ramón Lozano, y Ángel Espinosa el coordinador de la misma.
Durante los años 2000 el Club Deportivo Universidad de Zaragoza fue el segundo filial del equipo conocido además como Real Zaragoza "C".

### Deportivo Aragón
El Deportivo Aragón es el filial del Real Zaragoza, el equipo sénior en la estructura del fútbol base del conjunto maño, y último escalafón antes de que los jugadores pasen al primer equipo. Fue fundado en 1958 y actualmente compite en Segunda Federación. Sus partidos los disputa en la Ciudad Deportiva del Real Zaragoza, con capacidad para 2500 espectadores o en La Romareda en ocasiones especiales.

## Otras secciones deportivas

### Sección de baloncesto
El Real Zaragoza contó en el pasado con una sección de baloncesto cuyo equipo llegó a competir en una ocasión en la primera división de la Liga Española de Baloncesto: fue en la temporada 1960-61 y el equipo se clasificó en undécima posición.

## Peñas
El Real Zaragoza es el equipo aragonés con mayor número de peñas. El total de peñas registradas formalmente en la Federación de Peñas del Real Zaragoza (sin computar peñas, bares o "casas" no registradas) asciende a 170, con la siguiente distribución territorial:
- Zaragoza capital: 61 peñas (incluyendo barrios rurales).
- Zaragoza provincia: 59 peñas (sin incluir las de Zaragoza capital).
- Teruel provincia: 20 peñas (1 en Teruel capital).
- Huesca provincia: 17 peñas (ninguna en Huesca capital).
- Otras comunidades autónomas españolas: 10 peñas (2 en Castilla y León, 2 en la Comunidad Valenciana, 1 en Cataluña, 1 en La Rioja, 1 en Navarra, 1 en Castilla-La Mancha, 1 en la Comunidad de Madrid y 1 en Andalucía).
- Otros países: 3 peñas (1 en Costa Rica, 1 en Colombia y 1 en Brasil).
- Total de peñas: 170; cada una de ellas cuenta con su propio nombre y escudo.

## Anexos
| Entidades relacionadas | Datos estadísticos y trayectoria | Personalidades e historia | Infraestructura                                                                                                |
| --- | --- | --- | --- |
| - Deportivo Aragón - Iberia Sport Club - Zaragoza Club Deportivo - Real Sociedad Atlética Stadium - Zaragoza Foot-Ball Club | - Estadísticas del Real Zaragoza - Trayectoria del Real Zaragoza - Palmarés del Real Zaragoza - Real Zaragoza en competición nacional - Real Zaragoza en competición internacional | - Historia del Real Zaragoza - Jugadores del Real Zaragoza - Entrenadores del Real Zaragoza - Presidentes del Real Zaragoza - Historia del uniforme del Real Zaragoza | - Estadio de La Romareda - Estadio de Torrero - Ciudad Deportiva del Real Zaragoza - Nuevo estadio de San José |

## Filmografía
- Documental TVE (26 de noviembre de 1969), «Históricos del balompié - Real Zaragoza» en rtve.es
- Reportaje Canal+ (18 de mayo de 2009), «Fiebre Maldini: 'Zaragoza, campeón de la Recopa'» en YouTube[173]
- Documental Canal+ (7 de mayo de 2015), «Los héroes de París» en YouTube[174]
- Documental TVE (7 de mayo de 2015), «Conexión Vintage - 'Héroes de París'» en rtve.es[175]
- Documental Aragón TV (10 de mayo de 2015), «La Recopa, 20 años después» en YouTube[176]